# Памятники истории и культуры местного значения Северо-Казахстанской области
Памятники истории и культуры местного значения Северо-Казахстанской области — отдельные постройки, здания и сооружения, некрополи, произведения монументального искусства, памятники археологии, включенные в Государственный список памятников истории и культуры местного значения Северо-Казахстанской области. Списки памятников истории и культуры местного значения утверждаются исполнительным органом региона по представлению уполномоченного органа по охране и использованию историко-культурного наследия.
В Государственном списке памятников истории и культуры местного значения города в редакции постановления акимата Северо-Казахстанской области от 12 мая 2020 года числились 589 наименований.

## Петропавловск
| № п/п | Наименование памятника | Вид памятника                        | Местонахождение памятника                                                                                          |
| 1     | Производственное помещение реального училища, 1903 год                                                                              | градостроительства и архитектуры     | улица имени В. Булавского, 2Б                                                                                      |
| 2     | Служебное здание реального училища, 1903 год                                                                                        | градостроительства и архитектуры     | улица имени В. Булавского, 6А                                                                                      |
| 3     | Училище городское, начало XX века                                                                                                   | градостроительства и архитектуры     | улица имени В. Булавского, 2                                                                                       |
| 4     | Училище реальное, 1903 год | градостроительства и архитектуры     | улица имени В. Булавского, 6                                                                                       |
| 5     | Училище романовское, 1913-1915 года                                                                                                 | градостроительства и архитектуры     | улица Театральная, 42                                                                                              |
| 6     | Клуб купеческий, 1906 год | градостроительства и архитектуры     | улица Театральная, 38                                                                                              |
| 7     | Дом торговый, 1915-1916 года | градостроительства и архитектуры     | улица имени Евгения Брусиловского, 22                                                                              |
| 8     | Дом купеческий, конец XIX века | градостроительства и архитектуры     | улица Конституции Казахстана, 18                                                                                   |
| 9     | Дом торговый Шамсутдинова, конец XIX века                                                                                           | градостроительства и архитектуры     | улица Конституции Казахстана, 17                                                                                   |
| 10    | Башня водонапорная, 1902 год | градостроительства и архитектуры     | улицы Амангельды, 147                                                                                              |
| 11    | Дом купца Стрелова, конец XIX векa                                                                                                  | градостроительства и архитектуры     | улица Конституции Казахстана, 44                                                                                   |
| 12    | Магазин купца Стрелова, конец XIX века                                                                                              | градостроительства и архитектуры     | улица Конституции Казахстана, 46                                                                                   |
| 13    | Дом коммерсанта Аркеля, 1891 год | градостроительства и архитектуры     | улица Конституции Казахстана, 48                                                                                   |
| 14    | Дом купца Турлапова, начало XX века                                                                                                 | градостроительства и архитектуры     | улица Конституции Казахстана, 52                                                                                   |
| 15    | Мельница Муратова, 1904-1905 года                                                                                                   | градостроительства и архитектуры     | улица Интернациональная, 63                                                                                        |
| 16    | Склады мельницы Муратова, 1904-1905 года                                                                                            | градостроительства и архитектуры     | улица Интернациональная, 63                                                                                        |
| 17    | Мечеть Дин-Мухаммад, 2-я половина XIX века                                                                                          | градостроительства и архитектуры     | улица С. Муканова, 34                                                                                              |
| 18    | Здание административное, 30-е годы XX века                                                                                          | градостроительства и архитектуры     | улица Конституции Казахстана, 13                                                                                   |
| 19    | Мечеть, 2-я половина XIX века | градостроительства и архитектуры     | улица имени Жамбыла, 160                                                                                           |
| 20    | Депо локомотивное, 1892-1896 года                                                                                                   | градостроительства и архитектуры     | улица Ахременко Н.А., 81                                                                                           |
| 21    | Дом купца Черемисинова, 1895 год | градостроительства и архитектуры     | улица Конституции Казахстана, 10                                                                                   |
| 22    | Банк государственный, начало XX века                                                                                                | градостроительства и архитектуры     | улица Советская, 34                                                                                                |
| 23    | Дом культуры железнодорожников, 1931 год                                                                                            | градостроительства и архитектуры     | улица имени Каныша Сатпаева, 37                                                                                    |
| 24    | Дом жилой, 1946 год | градостроительства и архитектуры     | улица Астана, 22                                                                                                   |
| 25    | Дом жилой, 1946 год | градостроительства и архитектуры     | улица Астана, 24                                                                                                   |
| 26    | Школа средняя № 21 им. М.В. Ломоносова, 1956 год                                                                                    | градостроительства и архитектуры     | улица Токсанби, 102                                                                                                |
| 27    | Гимназия женская, 1864 год | градостроительства и архитектуры     | улица Вознесенская, 42                                                                                             |
| 28    | Дом купеческий, конец XIX века | градостроительства и архитектуры     | улица Парковая, 132                                                                                                |
| 29    | Дом купца Баженова, конец XIX века                                                                                                  | градостроительства и архитектуры     | улица Парковая, 134                                                                                                |
| 30    | Дом купца Шафеева, конец XIX века                                                                                                   | градостроительства и архитектуры     | улица Конституции Казахстана, 24                                                                                   |
| 31    | Магазин купца Шафеева, конец XIX века                                                                                               | градостроительства и архитектуры     | улица Конституции Казахстана, 22                                                                                   |
| 32    | Церковь Всех Святых, 1894 год | градостроительства и архитектуры     | улица имени Ибрая Алтынсарина, 271                                                                                 |
| 33    | Церковь Покровская, 1813 год | градостроительства и архитектуры     | улица Коминтерна, 97                                                                                               |
| 34    | Дом купца Дмитриева, 1907 год | градостроительства и архитектуры     | улица Коминтерна, 96                                                                                               |
| 35    | Вокзал железнодорожный, 1894 год | градостроительства и архитектуры     | улица Ахременко Н.А., 47                                                                                           |
| 36    | Водокачка, 1902 год | градостроительства и архитектуры     | улица Ущева Б.П., 2                                                                                                |
| 37    | Мельница купца Полякова, 1905-1907 года                                                                                             | градостроительства и архитектуры     | проезд Мира, 18 |
| 38    | Дом культуры энергетиков, 1956 год                                                                                                  | градостроительства и архитектуры     | улица имени Жамбыла, 185                                                                                           |
| 39    | Школа № 1 им. В.И. Ленина, 1935-1938 года                                                                                           | градостроительства и архитектуры     | улица Конституции Казахстана, 39                                                                                   |
| 40    | Дом купца Шулепова, 2-я половина XIX века                                                                                           | градостроительства и архитектуры     | улица Володаровского, 38                                                                                           |
| 41    | Дом подрядчика Пирогова, конец XIX века                                                                                             | градостроительства и архитектуры     | улица имени Евнея Букетова, 12                                                                                     |
| 42    | Здание первой электростанции, конец XIX века                                                                                        | градостроительства и архитектуры     | улица Советская, 37                                                                                                |
| 43    | Дом купца Мухамедъярова, конец XIX века                                                                                             | градостроительства и архитектуры     | улица Казахстанской правды, 94                                                                                     |
| 44    | Дом подрядчика Малахова, конец XIX века                                                                                             | градостроительства и архитектуры     | улица имени Жамбыла, 184                                                                                           |
| 45    | Двор гостиный, конец XIX века | градостроительства и архитектуры     | улица имени Евнея Букетова, 1                                                                                      |
| 46    | Дом купца Измайлова, конец XIX века                                                                                                 | градостроительства и архитектуры     | улица имени Жамбыла, 166                                                                                           |
| 47    | Здание костела, дом ксендза, начало XX века                                                                                         | градостроительства и архитектуры     | улица Конституции Казахстана, 43, 43А                                                                              |
| 48    | Дом купца Чуканова, конец XIX века                                                                                                  | градостроительства и архитектуры     | улица Конституции Казахстана, 20                                                                                   |
| 49    | Здание дома торгового, 1911-1915 года                                                                                               | градостроительства и архитектуры     | улица Конституции Казахстана, 12                                                                                   |
| 50    | Магазин купеческий "Бр. Овсянниковы и Ганшин", начало XX века                                                                       | градостроительства и архитектуры     | улица Пушкина, 61                                                                                                  |
| 51    | Мельница купца Мазаева, 1913 год | градостроительства и архитектуры     | улица Егемен Казахстан, 16                                                                                         |
| 52    | Переселенческий пункт, конец XIX века                                                                                               | ансамбли и комплексы                 | улица Универсальная, 3                                                                                             |
| 53    | Дом купца Смолина, 1874 год | градостроительства и архитектуры     | улица Пушкина, 73                                                                                                  |
| 54    | Ресторан купца Казанцева, 2-я половина XIX века                                                                                     | градостроительства и архитектуры     | улица Рижская, 14                                                                                                  |
| 55    | Дом купца Хлебникова, конец XIX века                                                                                                | градостроительства и архитектуры     | улица имени Ибрая Алтынсарина, 197                                                                                 |
| 56    | Дом купца Светлинского, 2-я половина XIX века                                                                                       | градостроительства и архитектуры     | улица Абая, 16 |
| 57    | Баня купца Назарова, начало XX века                                                                                                 | градостроительства и архитектуры     | улица Рижская, 6                                                                                                   |
| 58    | Дом купца Казанцева, 2-я половина XIX века                                                                                          | градостроительства и архитектуры     | улица Конституции Казахстана, 2                                                                                    |
| 59    | Магазин купца Казанцева, 2-я половина XIX века                                                                                      | градостроительства и архитектуры     | улица Конституции Казахстана, 4                                                                                    |
| 60    | Полицейский участок, 2-я половина XIX века                                                                                          | градостроительства и архитектуры     | улица Пушкина, 63                                                                                                  |
| 61    | Купеческий дом, начало XX века | градостроительства и архитектуры     | улица Конституции Казахстана, 31                                                                                   |
| 62    | Кинотеатр "Новый Свет", 1909 год | градостроительства и архитектуры     | улица Казахстанской правды, 73                                                                                     |
| 63    | Кызылжарская Центральная мечеть, 2005 год                                                                                           | сакральный объект                    | улица Карима Сутюшева, 40                                                                                          |
| 64    | Храм Вознесения Господня, 2005 год                                                                                                  | сакральный объект                    | улица имени Жалела Кизатова, 55                                                                                    |
| 65    | Бюст Ж. Жабаева, 1975 год | сооружение монументального искусства | пересечение улиц имени Жамбыла и имени Евнея Букетова                                                              |
| 66    | Бюст С. Муканова, 1990 год | сооружение монументального искусства | улица Конституции Казахстана, сквер перед зданием Областной универсальной научной библиотеки имени Сабита Муканова |
| 67    | Бюст Ш. Уалиханова, 1975 год | сооружение монументального искусства | сквер на пересечении улиц им. Ч. Уалиханова и Айыртауской                                                          |
| 68    | Бюст К. Сутюшева, 1975 год | сооружение монументального искусства | улица Карима Сутюшева, 56                                                                                          |
| 69    | Бюст В. Шаталова, 1979 год | сооружение монументального искусства | улица Конституции Казахстана у входа в парк                                                                        |
| 70    | Бюст А. Пушкина, 1999 год | сооружение монументального искусства | сквер по улице 314-й Стрелковой дивизии                                                                            |
| 71    | Бюст Г. Мусрепова, 2002 год | сооружение монументального искусства | улица Г. Мусрепова                                                                                                 |
| 72    | Бюст М. Козыбаева, 2003 год | сооружение монументального искусства | пересечение улиц Пушкина и Абая                                                                                    |
| 73    | Обелиск в честь 30-летия Победы в Великой Отечественной войне, 1975 год                                                             | сооружение монументального искусства | Парк Первого Президента Республики Казахстан                                                                       |
| 74    | Мемориал боевой Славы "Вечный огонь" Великой Отечественной войны, 1979 год                                                          | сооружение монументального искусства | Театральная площадь                                                                                                |
| 75    | Обелиск в парке Победы в Великой Отечественной войне, 1985 год                                                                      | сооружение монументального искусства | Парк Победы |
| 76    | Городской парк культуры и отдыха (бывший городской сад)                                                                             | градостроительства и архитектуры     | Парк Первого Президента Республики Казахстан                                                                       |
| 77    | Стела воинам–интернационалистам, погибшим в Демократической Республике Афганистан, 2002 год                                         | сооружение монументального искусства | пересечение улиц имени Жамбыла и Абая                                                                              |
| 78    | Монумент жертвам политических репрессий, 2005 год                                                                                   | сооружение монументального искусства | пересечение улиц Пушкина и Карима Сутюшева                                                                         |
| 79    | Барельеф Ш. Уалиханова и Ф. Достоевского, 2005 год                                                                                  | сооружение монументального искусства | улица Конституции Казахстана, 48                                                                                   |
| 80    | Скульптурная композиция "Абай и Пушкин", 2006 год                                                                                   | сооружение монументального искусства | улица Конституции Казахстана (на территории Парка Первого Президента Республики Казахстан)                         |
| 81    | Скульптурная композиция "Абылай хан на коне", 2007 год                                                                              | сооружение монументального искусства | улица Карима Сутюшева, 1А                                                                                          |
| 82    | Крепость Петропавловская, 1752 год                                                                                                  | градостроительства и архитектуры     | территория завода изоляционных материалов                                                                          |
| 83    | Место массовых расстрелов в 20-30 годы XX века                                                                                      | сооружение монументального искусства | Пятый лог (памятный камень)                                                                                        |
| 84    | Братская могила венгров-большевиков, 1918 год                                                                                       | сооружение монументального искусства | развилка железной дороги Петропавловск-Кокшетау                                                                    |
| 85    | Братская могила борцов за установление советской власти, 1919 год                                                                   | сооружение монументального искусства | старое кладбище улица Г. Мусрепова                                                                                 |
| 86    | Братские могилы на Октябрьской площади, 1918-1921 года                                                                              | сооружение монументального искусства | Театральная площадь                                                                                                |
| 87    | Могила № 1 экипажа летчиков, умерших от ран в госпиталях города Петропавловска, 1943 год                                            | сооружение монументального искусства | старое городское кладбище, пересечение улиц имени Жамбыла и Г. Мусрепова                                           |
| 88    | Могила № 2 экипажа летчиков, умерших от ран в госпиталях города Петропавловска в годы Великой Отечественной войны, 1943 год         | сооружение монументального искусства | старое городское кладбище, пересечение улиц имени Жамбыла и Г. Мусрепова                                           |
| 89    | Могила генерала М. Шмырова, 1941 год                                                                                                | сооружение монументального искусства | кладбище в Рабочем поселке                                                                                         |
| 90    | Могила писателя Б. Петрова, 1971 год                                                                                                | сооружение монументального искусства | кладбище в Рабочем поселке                                                                                         |
| 91    | Могила Героя Советского Союза А. Матвеева, 1972 год                                                                                 | сооружение монументального искусства | кладбище в Рабочем поселке                                                                                         |
| 92    | Памятник воинам, умершим в госпиталях в годы Великой Отечественной войны в городе Петропавловске, 1957 год (№ 1 воинам-христианам)  | сооружение монументального искусства | старое городское кладбище, пересечение улиц имени Жамбыла и Г. Мусрепова                                           |
| 93    | Памятник воинам, умершим в госпиталях в годы Великой Отечественной войны в городе Петропавловске, 1957 год (№ 2 воинам-христианам)  | сооружение монументального искусства | старое городское кладбище, пересечение улиц имени Жамбыла и Г. Мусрепова                                           |
| 94    | Памятник воинам, умершим в госпиталях в годы Великой Отечественной войны в городе Петропавловске, 1957 год (№ 1 воинам-мусульманам) | сооружение монументального искусства | старое городское кладбище, пересечение улиц имени Жамбыла и Г. Мусрепова                                           |
| 95    | Памятник воинам, умершим в госпиталях в годы Великой Отечественной войны в городе Петропавловске, 1957 год (№ 2 воинам-мусульманам) | сооружение монументального искусства | старое городское кладбище, пересечение улиц имени Жамбыла и Г. Мусрепова                                           |
| 96    | Могила С. Морожникова, воина-интернационалиста, погибшего в Демократической Республике Афганистан, 1980 год                         | сооружение монументального искусства | кладбище в районе старого аэропорта                                                                                |
| 97    | Могила Е.Ш. Гориева, воина-интернационалиста, погибшего в Демократической Республике Афганистан, 1984 год                           | сооружение монументального искусства | кладбище в районе старого аэропорта                                                                                |
| 98    | Могила С.В. Горлова, воина-интернационалиста, погибшего в Демократической Республике Афганистан, 1985 год                           | сооружение монументального искусства | кладбище в районе Новопавловки                                                                                     |
| 99    | Могила И.И. Клепальского, воина-интернационалиста, погибшего в Демократической Республике Афганистан, 1986 год                      | сооружение монументального искусства | кладбище в районе Новопавловки                                                                                     |
| 100   | Могила А.А. Бутакова, воина-интернационалиста, погибшего в Демократической Республике Афганистан, 1980 год                          | сооружение монументального искусства | кладбище в районе Новопавловки                                                                                     |
| 101   | Городище Ак-Тау ранний железный век                                                                                                 | археология                           | 1,5 км к северо-западу от бывшего села Новопавловка северная широта 54°57′993″ восточная долгота 69°07′425″        |
| 102   | Могильник Солнечный эпоха бронзы, ранний железный век                                                                               | археология                           | расположен на окраине поселка Солнечный северная широта 54°58′266″ восточная долгота 69°07′151″                    |
| 103   | Курган Новопавловка ранний железный век                                                                                             | археология                           | 2 км к югу от бывшего села Новопавловка северная широта 54°58′703″ восточная долгота 69°08′637″                    |

## Айыртауский район
| № п/п | Наименование памятника                                                   | Вид памятника                        | Местонахождение памятника                                                                           |
| 104   | Стела к 10-летию независимости Республики Казахстан, 2001 год            | сооружение монументального искусства | село Саумалколь                                                                                     |
| 105   | Бюст Ахану Сере, 1992 год                                                | сооружение монументального искусства | село Саумалколь                                                                                     |
| 106   | Скульптурная композиция "Кулагер", 1993 год                              | сооружение монументального искусства | село Акан серэ                                                                                      |
| 107   | Памятник Ч. Валиханову 1985 год                                          | сооружение монументального искусства | село Сырымбет (находится в музее)                                                                   |
| 108   | Могильник Аккан-Бурлук 1 ранний железный век                             | археология                           | 4 км западнее села Аккан-Бурлык северная широта 52°37′552″ восточная долгота 67°58′918″             |
| 109   | Могильник Аккан-Бурлук 2 ранний железный век                             | археология                           | 2 км северо-восточнее села Красново северная широта 52°36′356″ восточная долгота 67°56′455″         |
| 110   | Могильник Аккан-Бурлук 3 ранний железный век                             | археология                           | 1,2 км южнее села Аккан-Бурлык северная широта 52°35′973″ восточная долгота 68°03′144″              |
| 111   | Могильник Аккан-Бурлук 4 ранний железный век                             | археология                           | 2 км южнее села Аккан-Бурлык северная широта 52°35′566″ восточная долгота 68°03′466″                |
| 112   | Могильник Аккан-Бурлук 5 ранний железный век                             | археология                           | 4 км юго-западнее села Аккан-Бурлык северная широта 52°35′316″ восточная долгота 67°59′868″         |
| 113   | Курган Баян 1 ранний железный век                                        | археология                           | 7,5 км юго-восточнее села Кирилловка северная широта 53°06′226″ восточная долгота 67°53′209″        |
| 114   | Курган Баян 2 ранний железный век                                        | археология                           | 5,5 км северо-западнее села Наследниково северная широта 53°02′729″ восточная долгота 67°54′415″    |
| 115   | Курган Баян 3 ранний железный век                                        | археология                           | 5 км северо-западнее села Наследниково северная широта 53°02′800″ восточная долгота 67°55′791″      |
| 116   | Курган Баян 4 ранний железный век                                        | археология                           | 5 км северо-западнее села Наследниково северная широта 53°02′706″ восточная долгота 67°55′729″      |
| 117   | Могильник Жарагаш 1 ранний железный век                                  | археология                           | 2 км северо-восточнее села Жарагаш северная широта 53°09′338″ восточная долгота 67°42′972″          |
| 118   | Могильник Жарагаш 2 средневековье                                        | археология                           | 2 км к юго-западу от села Жарагаш северная широта 53°08′095″ восточная долгота 67°39′891″           |
| 119   | Могильник Жарагаш 3 ранний железный век                                  | археология                           | 1,3 км юго-восточнее села Жарагаш северная широта 53°08′451″ восточная долгота 67°42′444″           |
| 120   | Курган Жарагаш 3 ранний железный век                                     | археология                           | 3,5 км северо-восточнее села Жарагаш северная широта 53°09′862″ восточная долгота 67°44′056″        |
| 121   | Курганы 1, 2 Жарагаш ранний железный век                                 | археология                           | 3 км северо-восточнее бывшего села Жарагаш северная широта 53°07′654″ восточная долгота 67°41′774″  |
| 122   | Могильник Каменный Брод ранний железный век                              | археология                           | 1 км северо-западнее села Каменный Брод северная широта 53°06′463″ восточная долгота 67°40′020″     |
| 123   | Могильник Карловка эпоха бронзы и ранний железный век                    | археология                           | 1 км восточнее села Карловка северная широта 53°01′056″ восточная долгота 67°49′335″                |
| 124   | Курган Кирилловка 1 ранний железный век                                  | археология                           | 6 км северо-северо-западней села Кирилловка северная широта 53°12′698″ восточная долгота 67°46′630″ |
| 125   | Курган Кирилловка 2 ранний железный век                                  | археология                           | в 5,5 км к юго-востоку от села Кирилловка северная широта 53°7'163'' восточная долгота 67°51'985''  |
| 126   | Курган Кирилловка 3 ранний железный век                                  | археология                           | в 3 км восточнее села Кирилловка северная широта 53°08′147″ восточная долгота 67°50′091″            |
| 127   | Могильник Кирилловка 5 ранний железный век                               | археология                           | 4,3 км северо-западнее села Кирилловка северная широта 53°09′494″ восточная долгота 67°43′377″      |
| 128   | Могильник Красново 1 эпоха бронзы и ранний железный век                  | археология                           | 0,5 км к северу от села Красново северная широта 52°36′381″ восточная долгота 67°54′473″            |
| 129   | Могильник Красново 2 эпоха бронзы и ранний железный век                  | археология                           | 1 км северо-восточнее села Красново северная широта 52°36′243″ восточная долгота 67°55′056″         |
| 130   | Курган Красново 1 ранний железный век                                    | археология                           | 3 км северо-восточнее села Красново северная широта 52°46′101″ восточная долгота 67°56′450″         |
| 131   | Курган Красново 2 ранний железный век                                    | археология                           | 1 км северо-восточнее села Красново северная широта 52°36′070″ восточная долгота 67°55′302″         |
| 132   | Курган Никольское 1 ранний железный век                                  | археология                           | 4,5 км юго-западнее села Никольское северная широта 53°10′306″ восточная долгота 67°35′991″         |
| 133   | Курган Никольское 2 ранний железный век                                  | археология                           | 5 км юго-западнее села Никольское северная широта 53°10′091″ восточная долгота 67°35′765″           |
| 134   | Могильник Петропавловка ранний железный век, средневековье               | археология                           | 2,5 км юго-восточнее села Петропавловка северная широта 52°58′360″ восточная долгота 67°42′961″     |
| 135   | Могильник Якши-Янгистау эпоха бронзы, ранний железный век, средневековье | археология                           | 3 км северо-восточнее села Аккан-Бурлык северная широта 52°37′275″ восточная долгота 68°05′836″     |
| 136   | Могильник Якши-Янгистау 1 ранний железный век, средневековье             | археология                           | 2,5 км западнее села Жаксы Жалгызтау северная широта 52°38′700″ восточная долгота 68°10′380″        |
| 137   | Могильник Якши-Янгистау 2 средневековье                                  | археология                           | 2,5 км западнее села Жаксы Жалгызтау северная широта 52°39′166″ восточная долгота 68°09′863″        |
| 138   | Могильник Якши-Янгистау 3 средневековье                                  | археология                           | 5 км северо-восточнее села Аккан-Бурлук северная широта 52°38′301″ восточная долгота 68°07′267″     |
| 139   | Могильник Якши-Янгистау 5 эпоха бронзы                                   | археология                           | 4,5 км северо-восточнее села Аккан-Бурлык северная широта 52°38′105″ восточная долгота 68°07′139″   |
| 140   | Могильник Якши-Янгистау 6 средневековье                                  | археология                           | 4,2 км северо-восточнее села Аккан-Бурлык северная широта 52°37′795″ восточная долгота 68°07′430″   |
| 141   | Поселение Якши-Янгистау эпоха бронзы                                     | археология                           | 2 км восточнее села Аккан-Бурлык северная широта 52°38′146″ восточная долгота 68°06′645″            |

## Акжарский район
| № п/п | Наименование памятника                                                 | Вид памятника                        | Местонахождение памятника                                                                            |
| 142   | Бюст государственного и общественного деятеля С. Садвокасова, 2003 год | сооружение монументального искусства | село Талшик                                                                                          |
| 143   | Стоянка Айсары 1 эпоха неолита                                         | археология                           | 2,5 км юго-западнее села Айсары северная широта 53°14′097″ восточная долгота 71°52′083″              |
| 144   | Курган Айсары 2 эпоха бронзы                                           | археология                           | 5,2 км юго-западнее села Айсары северная широта 53°15′745″ восточная долгота 71°58′628″              |
| 145   | Курган Айсары 3 эпоха бронзы                                           | археология                           | 5,3 км юго-западнее села Айсары северная широта 53°15′646″ восточная долгота 71°58′511″              |
| 146   | Курган Айсары 4 эпоха бронзы                                           | археология                           | 6,1 км юго-западнее села Айсары северная широта 53°14′876″ восточная долгота 71°58′606″              |
| 147   | Мастерская Айсары 5 палеолит, мезолит, неолит                          | археология                           | 2,8 км юго-юго-западнее села Айсары северная широта 53°16′575″ восточная долгота 71°51′933″          |
| 148   | Мастерская Айсары 6 палеолит, мезолит, неолит                          | археология                           | 4,6 км юго-западнее села Айсары северная широта 53°16′493″ восточная долгота 71°50′272″              |
| 149   | Курган Айсары 7 средневековье                                          | археология                           | 4,6 км юго-западнее села Айсары северная широта 53°16′487″ восточная долгота 71°50′268″              |
| 150   | Курган Айсары 1 ранний железный век                                    | археология                           | 5 км юго-западнее села Айсары северная широта 53°15′758″ восточная долгота 71°58′594″                |
| 151   | Стоянка Ащису 1 мезолит-неолит                                         | археология                           | 10,5 км севернее села Талшик северная широта 53°40′485″ восточная долгота 71°30′651″                 |
| 152   | Кыстау Ащису 2 позднее средневековье                                   | археология                           | 10,5 км севернее села Талшик северная широта 53°40′656″ восточная долгота 71°30′749″                 |
| 153   | Могильник Карашат эпоха бронзы, средневековье                          | археология                           | 3,9 км юго-восточнее села Ленинградское северная широта 53°31′637″ восточная долгота 71°36′703″      |
| 154   | Стоянка Карашат 1 эпоха неолита                                        | археология                           | 1,3 км юго-восточнее села Ленинградское северная широта 53°31′389″ восточная долгота 71°34′352″      |
| 155   | Курган Карашат 1 ранний железный век                                   | археология                           | 8 км южнее села Ленинградское северная широта 53°26′777″ восточная долгота 71°33′233″                |
| 156   | Курган Карашат 2 ранний железный век                                   | археология                           | 8 км южнее села Ленинградское северная широта 53°26′816″ восточная долгота 71°33′854″                |
| 157   | Могильник Кенащи ранний железный век                                   | археология                           | 0,8 км западнее села Кенащи северная широта 54°01′190″ восточная долгота 71°04′518″                  |
| 158   | Курган Киши-Карой 1 ранний железный век                                | археология                           | 4,1 км восточнее села Байтус северная широта 53°59′117″ восточная долгота 71°14′810″                 |
| 159   | Курган Киши-Карой 2 ранний железный век                                | археология                           | 4,5 км северо-восточнее села Байтус северная широта 53°02′128″ восточная долгота 71°12′240″          |
| 160   | Могильник Комбайсор 1 средневековье                                    | археология                           | 3,5 км северо-западнее села Ленинградское северная широта 53°33′364″ восточная долгота 71°34′580″    |
| 161   | Могильник Комбайсор 2 эпоха бронзы                                     | археология                           | 5,2 км северо-восточнее села Ленинградское северная широта 53°35′157″ восточная долгота 71°35′395″   |
| 162   | Могильник Комбайсор 3 эпоха бронзы                                     | археология                           | 5,7 км северо-восточнее села Ленинградское северная широта 53°35′386″ восточная долгота 71°35′591″   |
| 163   | Могильник Комбайсор 4 эпоха бронзы                                     | археология                           | 4 км северо-восточнее села Ленинградское северная широта 53°33′596″ восточная долгота 71°35′511″     |
| 164   | Могильник Комбайсор 5 эпоха бронзы                                     | археология                           | 2,2 км юго-восточнее села Ленинградское северная широта 53°31′146″ восточная долгота 71°34′342″      |
| 165   | Могильник Комбайсор 6 эпоха бронзы                                     | археология                           | 3,4 км юго-восточнее села Ленинградское северная широта 53°31′512″ восточная долгота 71°35′822″      |
| 166   | Могильник Комбайсор 7 эпоха бронзы                                     | археология                           | 3,5 км юго-восточнее села Ленинградское северная широта 53°31′587″ восточная долгота 71°36′014″      |
| 167   | Могильник Комбайсор 8 эпоха бронзы                                     | археология                           | 3,5 км восточнее села Ленинградское северная широта 53°31′769″ восточная долгота 71°35′995″          |
| 168   | Могильник Комбайсор 9 эпоха бронзы                                     | археология                           | 3,5 км восточнее села Ленинградское северная широта 53°31′842″ восточная долгота 71°36′022″          |
| 169   | Могильник Комбайсор 10 эпоха бронзы                                    | археология                           | 5,6 км юго-восточнее села Ленинградское северная широта 53°31′551″ восточная долгота 71°37′897″      |
| 170   | Могильник Комбайсор 11 эпоха бронзы                                    | археология                           | 5,7 км восточнее села Ленинградское северная широта 53°31′759″ восточная долгота 71°38′153″          |
| 171   | Курган Комбайсор 1 ранний железный век                                 | археология                           | 0,1 км западнее окраины села Ленинградское северная широта 53°32′280′′ восточная долгота 71°31′431′′ |
| 172   | Курган Комбайсор 2 эпоха бронзы                                        | археология                           | 3,3 км западнее села Ленинградское северная широта 53°31′901″ восточная долгота 71°29′928″           |
| 173   | Курган Комбайсор 3 эпоха бронзы                                        | археология                           | 3,2 км юго-западнее села Ленинградское северная широта 53°31′845″ восточная долгота 71°30′019″       |
| 174   | Курган Комбайсор 4 эпоха бронзы.                                       | археология                           | 3,1 км юго-западнее села Ленинградское северная широта 53°31′794″ восточная долгота 71°30′093″       |
| 175   | Курган Комбайсор 5 ранний железный век                                 | археология                           | 3 км юго-западнее села Ленинградское северная широта 53°31′686″ восточная долгота 71°30′239″         |
| 176   | Курган Комбайсор 6 эпоха бронзы                                        | археология                           | 2,8 км юго-западнее села Ленинградское северная широта 53°31′655″ восточная долгота 71°30′354″       |
| 177   | Курган Комбайсор 7 эпоха бронзы                                        | археология                           | 2,5 км юго-западнее села Ленинградское северная широта 53°31′528″ восточная долгота 71°30′704″       |
| 178   | Курган Комбайсор 8 эпоха бронзы                                        | археология                           | 2,5 км юго-западнее села Ленинградское северная широта 53°31′501″ восточная долгота 71°30′789″       |
| 179   | Курган Комбайсор 9 эпоха бронзы                                        | археология                           | 2,5 км юго-западнее села Ленинградское северная широта 53°31′474″ восточная долгота 71°30′787″       |
| 180   | Курган Комбайсор 10 эпоха бронзы                                       | археология                           | 3 км юго-западнее села Ленинградское северная широта 53°31′183″ восточная долгота 71°30′450″         |
| 181   | Курган Комбайсор 11 эпоха бронзы                                       | археология                           | 4,1 км юго-западнее села Ленинградское северная широта 53°30′928″ восточная долгота 71°29′672″       |
| 182   | Курган Комбайсор 12 эпоха бронзы                                       | археология                           | 4 км юго-западнее села Ленинградское северная широта 53°31′817″ восточная долгота 71°29′725″         |
| 183   | Курганы Комбайсор 13 эпоха бронзы                                      | археология                           | 3,2 км юго-восточнее села Ленинградское северная широта 53°31′323″ восточная долгота 71°35′547″      |
| 184   | Курган Комбайсор 14 эпоха бронзы                                       | археология                           | 3 км юго-западнее села Ленинградское северная широта 53°31′390″ восточная долгота 71°35′496″         |
| 185   | Курган Кулыколь 1 ранний железный век                                  | археология                           | 4 км западнее села Жанааул северная широта 53°42′655″ восточная долгота 71°55′404″                   |
| 186   | Курган Кулыколь 2 эпоха бронзы                                         | археология                           | 3,2 км западнее села Жанааул северная широта 53°42′554″ восточная долгота 71°56′229″                 |
| 187   | Курган Кулыколь 3 ранний железный век                                  | археология                           | 3,2 км западнее села Жанааул северная широта 53° 42′ 772″ восточная долгота 71°56′226″               |
| 188   | Курган Кулыколь 4 эпоха бронзы                                         | археология                           | 2,5 км западнее села Жанааул северная широта 53°43′100″ восточная долгота 71°56′936″                 |
| 189   | Курган Кулыколь 5 эпоха бронзы                                         | археология                           | 3,5 км юго-западнее села Жанааул северная широта 53°41′132″ восточная долгота 71°57′271″             |
| 190   | Курган Кулыколь 6 ранний железный век                                  | археология                           | 5 км юго-западнее села Жанааул северная широта 53°40′314″ восточная долгота 71°56′907″               |
| 191   | Курган Кулыколь 7 средневековье                                        | археология                           | 4,8 км юго-западнее села Жанааул северная широта 53°40′779″ восточная долгота 71°56′470″             |
| 192   | Курган Кулыколь 8 ранний железный век                                  | археология                           | 8 км юго-западнее села Жанааул северная широта 53°38′746″ восточная долгота 71°56′173″               |
| 193   | Курган Кулыколь 9 эпоха бронзы                                         | археология                           | 5,5 км восточнее села Кулыколь северная широта 53°43′013″ восточная долгота 72°03′862″               |
| 194   | Курган Ленинградское 1 ранний железный век                             | археология                           | 5,5 км южнее села Ленинградское северная широта 53°28′565″ восточная долгота 71°34′168″              |
| 195   | Курган Ленинградское 2 ранний железный век                             | археология                           | 3 км южнее села Ленинградское северная широта 53°29′032″ восточная долгота 71°31′543″                |
| 196   | Могильник Ленинградское 3 эпоха бронзы                                 | археология                           | 2,2 северо-восточнее села Ленинградское северная широта 53°33′578″ восточная долгота 71°36′433″      |
| 197   | Курган Ленинградское 4 ранний железный век                             | археология                           | 2,5 км юго-восточнее села Ленинградское северная широта 53°30′406″ восточная долгота 71°34′276″      |
| 198   | Курган Ленинградское 5 ранний железный век                             | археология                           | 7,5 км юго-восточнее села Ленинградское северная широта 53°28′699″ восточная долгота 71°37′742″      |
| 199   | Курган Ленинградское 6 ранний железный век                             | археология                           | 8,5 км юго-восточнее села Ленинградское северная широта 53°27′742″ восточная долгота 71°38′874″      |
| 200   | Курган Ленинградское 7 эпоха бронзы                                    | археология                           | 3,3 км юго-восточнее села Ленинградское северная широта 53°31′324″ восточная долгота 71°35′701″      |
| 201   | Курган Ленинградское 8 эпоха бронзы                                    | археология                           | 3,4 км юго-восточнее села Ленинградское северная широта 53°31′461″ восточная долгота 71°35′789″      |
| 202   | Курган Ленинградское 9 эпоха бронзы                                    | археология                           | 3,9 юго-восточнее села Ленинградское северная широта 53°31′819″ восточная долгота 71°36′343″         |
| 203   | Курган Ленинградское 10 эпоха бронзы                                   | археология                           | 3,8 км юго-восточнее села Ленинградское северная широта 53°31′704″ восточная долгота 71°36′342″      |
| 204   | Курган Ленинградское 11 эпоха бронзы                                   | археология                           | 3,8 км северо-восточнее села Ленинградское северная широта 53°31′690″ восточная долгота 71°36′316″   |
| 205   | Курган Ленинградское 12 эпоха бронзы                                   | археология                           | 5,5 км восточнее села Ленинградское северная широта 53°31′606″ восточная долгота 71°37′865″          |
| 206   | Поселение Талшик эпоха бронзы                                          | археология                           | 3,5 км севернее села Талшик северная широта 53°39′841″ восточная долгота 71°53′246″                  |
| 207   | Курган Талшик 1 ранний железный век                                    | археология                           | 4 км юго-западнее села Талшик северная широта 53°35′954″ восточная долгота 71°45′647″                |
| 208   | Могильник Талшик 2 эпоха бронзы                                        | археология                           | 4 км юго-западнее села Талшик северная широта 53°36′036″ восточная долгота 71°45′464″                |
| 209   | Курган Талшик 3 ранний железный век                                    | археология                           | 0,8 км северо-восточнее села Талшик северная широта 53°39′164″ восточная долгота 71°52′988″          |
| 210   | Курган Талшик 4 эпоха бронзы                                           | археология                           | 0,5 км севернее села Талшик северная широта 53°39′249″ восточная долгота 71°52′879″                  |
| 211   | Курган Талшик 5 ранний железный век                                    | археология                           | 2,1 км северо-восточнее села Талшик северная широта 53°40′032″ восточная долгота 71°53′872″          |
| 212   | Курган Талшик 6 ранний железный век                                    | археология                           | 2 км севернее села Талшик северная широта 53°39′624″ восточная долгота 71°52′410″                    |
| 213   | Курган Талшик 7 эпоха бронзы                                           | археология                           | 5,5 км севернее села Талшик северная широта 53°41′448″ восточная долгота 71°51′937″                  |
| 214   | Курган Талшик 8 ранний железный век                                    | археология                           | 2 км восточнее села Талшик северная широта 53°38′737″ восточная долгота 71°55′853″                   |
| 215   | Курган Ульгули 1 ранний железный век                                   | археология                           | 8,9 км северо-восточнее села Талшик северная широта 53°39′939″ восточная долгота 71°59′674″          |

## Аккайынский район
| № п/п | Наименование памятника                                                                                       | Вид памятника                        | Местонахождение памятника                                                                     |
| 216   | Редут Камышлово, 1752 год                                                                                    | градостроительства и архитектуры     | село Камышлово                                                                                |
| 217   | Могила М.М. Габралиева, воина-интернационалиста, погибшего в Демократической Республике Афганистан, 1984 год | сооружение монументального искусства | село Кызыл Жулдыз                                                                             |
| 218   | Могила В.Г. Штейнера, воина-интернационалиста, погибшего в Демократической Республике Афганистан, 1980 год   | сооружение монументального искусства | село Рублевка                                                                                 |
| 219   | Могила В.Н. Мордвинова, воина-интернационалиста, погибшего в Демократической Республике Афганистан, 1986 год | сооружение монументального искусства | село Тюменка                                                                                  |
| 220   | Могила В.М. Фатеева, воина-интернационалиста, погибшего в Демократической Республике Афганистан, 1982 год    | сооружение монументального искусства | село Черкасское                                                                               |
| 221   | Курган Амангельды ранний железный век                                                                        | археология                           | 4 км к северу от села Амангельды северная широта 54°22'227'' восточная долгота 69°27'206''    |
| 222   | Могильник Бозарал ранний железный век                                                                        | археология                           | 6 км к северу от села Амангельды северная широта 54°23'182'' восточная долгота 69°27'949''    |
| 223   | Курган Кучковка ранний железный век                                                                          | археология                           | 2 км северо-восточнее села Кучковка северная широта 54009'694'' восточная долгота 69049'491'' |

## Есильский район
| № п/п | Наименование памятника                                     | Вид памятника     | Местонахождение памятника                                                                          |
| 224   | Захоронение Кулсары батыра, 2-я половина XIX века          | сакральный объект | село Булак                                                                                         |
| 225   | Поселение Амангельды 1эпоха бронзы                         | археология        | 0,2 км к северу от села Амангельды северная широта 54°21′486″ восточная долгота 68°21′310″         |
| 226   | Поселение Берлик 1 эпоха бронзы                            | археология        | 4,5 км юго-западнее села Николаевка северная широта 54°09′826″ восточная долгота 67°43′408″        |
| 227   | Могильник Жанабай ранний железный век                      | археология        | 2,5 км восточнее села Николаевка северная широта 54°13′103″ восточная долгота 67°52′884″           |
| 228   | Могильник Ильинка ранний железный век, средневековье       | археология        | 0,5 км к юго-западу от села Ильинка северная широта 54°11′445″ восточная долгота 67°59′073″        |
| 229   | Стоянка Ильинка 2 эпоха неолита                            | археология        | 1 км к северу от села Ильинка северная широта 54°12′897″ восточная долгота 68°01′003″              |
| 230   | Поселение Ильинка 3 эпоха бронзы                           | археология        | 0,3 км к северо-западу от села Ильинка северная широта 54°12′931″ восточная долгота 68°01′211″     |
| 231   | Могильник Калиновка 2эпоха бронзы                          | археология        | 3 км к юго-западу от села Калиновка северная широта 54°25′822″ восточная долгота 68°27′985″        |
| 232   | Курган Карабулак ранний железный век                       | археология        | 2,8 км к востоку от села Николаевка северная широта 54°12′660″ восточная долгота 67°52′932″        |
| 233   | Могильник Каратал эпоха бронзы, ранний железный век        | археология        | 2 км юго-западнее села Каратал северная широта 54°13′949″ восточная долгота 67°57′264″             |
| 234   | Курган Каратал ранний железный век                         | археология        | 1,5 км юго-западнее села Каратал северная широта 54°14′213″ восточная долгота 67°57′683″           |
| 235   | Курган Луговое 1 ранний железный век                       | археология        | 2,7 км к югу от села Луговое северная широта 54°21′389″ восточная долгота 68°35′705″               |
| 236   | Могильник Мектеп 1 ранний железный век                     | археология        | 3 км северо-восточнее села Мектеп северная широта 54°04′587″ восточная долгота 67°42′396″          |
| 237   | Могильник Мектеп 2 эпоха бронзы                            | археология        | 3,5 км северо-восточнее от села Мектеп северная широта 54°05′478″ восточная долгота 67°43′372″     |
| 238   | Курганы Николаевка эпоха бронзы                            | археология        | 0,1 км к востоку от села Николаевка северная широта 54°12′485″ восточная долгота 67°50′482″        |
| 239   | Могильник Николаевка 1 ранний железный век                 | археология        | 7,2 км северо-восточнее села Николаевка северная широта 54°16′647″ восточная долгота 67°51′800″    |
| 240   | Курган Николаевка 3 ранний железный век                    | археология        | 0,3 км к востоку от села Николаевка северная широта 54°12′830″ восточная долгота 67°50′488″        |
| 241   | Курган Николаевка 4 ранний железный век                    | археология        | 2,2 км северо-восточнее от села Николаевка северная широта 54°14′098″ восточная долгота 67°49′392″ |
| 242   | Культовое место Петровка эпоха бронзы                      | археология        | 4 км к юго-востоку от села Петровка северная широта 54°16′136″ восточная долгота 68°14′490″        |
| 243   | Поселение Петровка 2 эпоха бронза                          | археология        | 5 км юго-восточнее села Петровка северная широта 54°15′822″ восточная долгота 68°14′308″           |
| 244   | Поселение Петровка 3 эпоха финальной бронзы                | археология        | 8 км к юго-востоку от села Петровка северная широта 54°15′572″ восточная долгота 68°14′776″        |
| 245   | Поселение Петровка 4 эпоха финальной бронзы                | археология        | 4,1 км южнее села Петровка северная широта 54°15′965″ восточная долгота 68°14′291″                 |
| 246   | Поселение Петровка 5 эпоха бронзы                          | археология        | 3,9 км южнее села Петровка северная широта 54°16′170″ восточная долгота 68°14′659″                 |
| 247   | Курган Петровка 1 эпоха бронзы                             | археология        | 0,3 км к северо-западу от села Петровка северная широта 54°17′748″ восточная долгота 68°12′254″    |
| 248   | Курган Петровка 2 ранний железный век                      | археология        | 1,8 км к северо-западу от села Петровка северная широта 54°18′745″ восточная долгота 68°11′461″    |
| 249   | Курган Петровка 3 ранний железный век                      | археология        | 1,5 км северо-западнее села Петровка северная широта 54°18′648″ восточная долгота 67°11′639″       |
| 250   | Курган Покровка ранний железный век                        | археология        | 3 км к северо-западу от села Покровка северная широта 54°18′534″ восточная долгота 68°18′103″      |
| 251   | Могильник Покровка ранний железный век                     | археология        | 1,5 км юго-восточнее села Покровка северная широта 54°18′756″ восточная долгота 68°23′278″         |
| 252   | Могильник Покровка 2 ранний железный век, средневековье    | археология        | 2,5 км северо-восточнее села Покровка северная широта 54°18′963″ восточная долгота 68°23′050″      |
| 253   | Могильник Сухая Ляга эпоха бронзы                          | археология        | 1 км к северо-востоку от села Петровка северная широта 54°18′956″ восточная долгота 68°15′144″     |
| 254   | Могильник Томаркарасу 1 ранний железный век                | археология        | 0,2 км южнее села Амангельды северная широта 54°10′264″ восточная долгота 67°56′224″               |
| 255   | Могильник Томаркарасу 2 ранний железный век, средневековье | археология        | 0,3 км к югу от села Амангельды северная широта 54°10′184″ восточная долгота 67°55′782″            |
| 256   | Курган Урнек ранний железный век                           | археология        | село Урнек северная широта 54°08′806″ восточная долгота 67°47′163″                                 |
| 257   | Стоянка Урнек 1 эпоха неолита                              | археология        | 1 км к югу от села Урнек северная широта 54°07′521″ восточная долгота 68°46′788″                   |
| 258   | Могильник Урнек эпоха бронзы                               | археология        | 2 км южнее села Урнек северная широта 54°07′021″ восточная долгота 67°46′874″                      |
| 259   | Могильник Явленка 1ранний железный век                     | археология        | 4 км северо-восточнее села Явленка северная широта 54°19′236″ восточная долгота 68°23′527″         |

## Жамбылский район
| № п/п | Наименование памятника                                                                                    | Вид памятника                        | Местонахождение памятника                                                                            |
| 260   | Дом купца Боярского, начало XX века                                                                       | градостроительства и архитектуры     | село Пресновка                                                                                       |
| 261   | Дом писателя И. Шухова, 1947 год                                                                          | градостроительства и архитектуры     | село Пресновка                                                                                       |
| 262   | Дом писателя С. Муканова, проживал в 20-30-х годах XX века                                                | градостроительства и архитектуры     | село Сабит                                                                                           |
| 263   | Бюст писателя И. Шухова, 2006 год                                                                         | сооружение монументального искусства | село Пресновка                                                                                       |
| 264   | Захоронение Улпан, 1827-1878 года                                                                         | сакральный объект                    | село Жанажол                                                                                         |
| 265   | Крепость Пресновская, 1752 год                                                                            | градостроительства и архитектуры     | село Пресновка                                                                                       |
| 266   | Крепость Кабанья, 1752 год                                                                                | градостроительства и архитектуры     | село Кабань                                                                                          |
| 267   | Редут Пресноизбный, 1752 год                                                                              | градостроительства и архитектуры     | село Екатериновка                                                                                    |
| 268   | Редут Кладбинский, 1752 год                                                                               | градостроительства и архитектуры     | село Кладбинка                                                                                       |
| 269   | Редут Болотноколодезный,1752                                                                              | градостроительства и архитектуры     | село Новорыбинка                                                                                     |
| 270   | Редут Пресный, 1752 год                                                                                   | градостроительства и архитектуры     | село Пресноредут                                                                                     |
| 271   | Редут Сенжарский, 1752 год                                                                                | градостроительства и архитектуры     | село Сенжарка                                                                                        |
| 272   | Могила Н.В. Вашутина воина-интернационалиста, погибшего в Демократической Республике Афганистан, 1983 год | сооружение монументального искусства | село Пресновка                                                                                       |
| 273   | Могильник Аулиеоба 1 ранний железный век                                                                  | археология                           | 7 км южнее села Каракамыс северная широта 54°11′531″ восточная долгота 66°24′034″                    |
| 274   | Могильник Аулиеоба 2 ранний железный век                                                                  | археология                           | 7 км южнее села Каркамыс северная широта 54°11′124″ восточная долгота 66°20′276″                     |
| 275   | Могильник Байтогайский ранний железный век                                                                | археология                           | 1 км северо-западнее села Каракамыс северная широта 54°15′699″' восточная долгота 66°20′524″         |
| 276   | Могильник Болтабек ранний железный век                                                                    | археология                           | 1 км северо-западнее бывшего села Октябрь северная широта 54°15′047″ восточная долгота 66°28′722″    |
| 277   | Могильник Доголак ранний железный век                                                                     | археология                           | 11 км северо-восточнее села Украинское северная широта 54°12′580″ восточная долгота 66°42′943″       |
| 278   | Могильник Каракамыс 1 ранний железный век                                                                 | археология                           | 0,3 км к югу от села Каракамыс северная широта 54°14′764″ восточная долгота 66°21′422″               |
| 279   | Могильник Каракамыс 2 ранний железный век                                                                 | археология                           | 1,5 км северо-западнее села Каракамыс северная широта 54°15′650″ восточная долгота 66°19′641″        |
| 280   | Могильник Кенесоба ранний железный век, средневековье                                                     | археология                           | 3 км к юго-западу от села Суатколь северная широта 54°6′719″ восточная долгота 66°57′482 ″           |
| 281   | Могильник Коргызбай средневековье                                                                         | археология                           | 1 км к юго-востоку от села Украинское северная широта 54°06′112″ восточная долгота 66°39′944″        |
| 282   | Могильник Майбалык 1 ранний железный век                                                                  | археология                           | 0,3 км к востоку от села Майбалык северная широта 54°16′904″ восточная долгота 66°47′958″            |
| 283   | Могильник Майбалык 2 ранний железный век, средневековье, XX век                                           | археология                           | 3 км западнее села Майбалык северная широта 54°16′552″ восточная долгота 66°41′965″                  |
| 284   | Курган Новорыбинка ранний железный век                                                                    | археология                           | 2,5 км на северо-восток от села Новорыбинка северная широта 54°41′107″ восточная долгота 67°25′729'' |
| 285   | Курган Островка ранний железный века                                                                      | археология                           | 2 км на юго-восток от села Островка северная широта 54°37′996″ восточная долгота 66°59′727″          |
| 286   | Могильник Сарколь ранний железный век, средневековье                                                      | археология                           | 8 км северо-западнее села Озерное северная широта 54°20′636″ восточная долгота 66°10′319″            |
| 287   | Могильник Сорбалык ранний железный век, средневековье                                                     | археология                           | 10 км юго-западнее села Майбалык северная широта 54°15′081″ восточная долгота 66°37′523″             |
| 288   | Могильник Суатколь ранний железный век                                                                    | археология                           | 1,8 км юго-восточнее села Озерное северная широта 54°16′183″ восточная долгота 66°16′895″            |
| 289   | Могильник Тулубай ранний железный век                                                                     | археология                           | 4 км южнее села Западное северная широта 54°24′925″ восточная долгота 66°05′532″                     |
| 290   | Могильник Увал 1 эпоха бронзы                                                                             | археология                           | 4 км западнее села Макарьевка северная широта 54°29′614 ″ восточная долгота 66°16′564″               |
| 291   | Могильник Увал 2 ранний железный век                                                                      | археология                           | 4 км юго-западнее села Макарьевка северная широта 54°29′067'' восточная долгота 66°16′645''          |
| 292   | Курган Усердное ранний железный век                                                                       | археология                           | 1 км юго-восточнее села Усердное северная широта 54°40′564″ восточная долгота 66°44′395″             |
| 293   | Могильник Шаграй ранний железный век, средневековье                                                       | археология                           | 11 км северо-восточнее села Украинское северная широта 54°13′'266″ восточная долгота 66°42′115″      |

## Кызылжарский район
| № п/п | Наименование памятника                                                                                    | Вид памятника                        | Местонахождение памятника                                                                               |
| 294   | Редут Гагарий, 1752 год                                                                                   | градостроительства и архитектуры     | село Вознесенка                                                                                         |
| 295   | Редут Кривоозерный, 1752 год                                                                              | градостроительства и архитектуры     | село Кривоозерное                                                                                       |
| 296   | Редут Скопин, 1752 год                                                                                    | градостроительства и архитектуры     | село Маяк                                                                                               |
| 297   | Могила В.П. Дрягина, воина-интернационалиста, погибшего в Демократической Республике Афганистан, 1981 год | градостроительства и архитектуры     | село Архангельское                                                                                      |
| 298   | Могила А.В. Дудко, воина-интернационалиста, погибшего в Демократической Республике Афганистан, 1980 год   | сооружение монументального искусства | село Рассвет                                                                                            |
| 299   | Курган Березовский ранний железный век                                                                    | археология                           | 4 км северо-восточнее бывшего села Новопавловка северная широта 54°59′838″ восточная долгота 69°27′779″ |
| 300   | Поселение Бишкуль 4 эпоха бронзы                                                                          | археология                           | 17 км юго-западнее города Петропавловск северная широта 54°44′009″ восточная долгота 69°03′266″         |
| 301   | Поселение Бишкуль 5 эпоха бронзы                                                                          | археология                           | 1,4 км юго-западнее села Элитное северная широта 54°43′899″ восточная долгота 69°02′801″                |
| 302   | Стоянка Боголюбово 2 эпоха неолита, ранний железный век                                                   | археология                           | 6 км юго-юго-западнее от села Боголюбово северная широта 54°34′072″ восточная долгота 68°42′229″        |
| 303   | Стоянка Боголюбово 3 эпоха неолита                                                                        | археология                           | 4 км к юго-юго-востоку от села Боголюбово северная широта 54°34′799″ восточная долгота 68°41′633″       |
| 304   | Стоянка Вагулино 1 эпоха неолита и бронзы                                                                 | археология                           | 3 км северо-восточнее села Вагулино северная широта 55°10′232″ восточная долгота 69°18′286″             |
| 305   | Поселение Вагулино 2 эпоха бронзы                                                                         | археология                           | 3 км северо-восточнее села Вагулино северная широта 55°10′164″ восточная долгота 69°18′486″             |
| 306   | Поселение Вагулино 3 эпоха бронзы                                                                         | археология                           | 3 км северо-восточнее села Вагулино северная широта 55°10′091″ восточная долгота 69°18′695″             |
| 307   | Поселение Вагулино 4 эпоха бронзы                                                                         | археология                           | 4,2 км северо-восточнее села Вагулино северная широта 55°10′465″ восточная долгота 69°19′423″           |
| 308   | Поселение Вагулино 5 эпоха бронзы                                                                         | археология                           | 4,4 км северо-восточнее села Вагулино северная широта 55°10′554″ восточная долгота 69°19′463″           |
| 309   | Городище Долматовское (Ак-Ирий) ранний железный век                                                       | археология                           | 3 км к юго-востоку от села Долматово северная широта 55°18′697″ восточная долгота 69°30′264″            |
| 310   | Могильник Затон ранний железный век                                                                       | археология                           | 1,5 км южнее села Затон северная широта 54°50′421″ восточная долгота 68°59′351″                         |
| 311   | Поселение Затон 2 эпоха бронзы                                                                            | археология                           | 0,1 км от поселка Учхоз северная широта 54°49′459″ восточная долгота 68°58′417″                         |
| 312   | Курган Красногорка ранний железный век                                                                    | археология                           | 4 км северо-восточнее села Красногорка северная широта 54°35′079″ восточная долгота 68°51′124″          |
| 313   | Курган Красногорка 3 ранний железный век                                                                  | археология                           | 2,5 км к югу от села Приишимка северная широта 54°36′179″ восточная долгота 68°51′124″                  |
| 314   | Могильник Лебяжье (Соколовка 1) ранний железный век                                                       | археология                           | 0,5 км западнее бывшего села Горбуновка северная широта 55°08′631″ восточная долгота 69°13′571″         |
| 315   | Могильник Новоникольское эпоха бронзы, ранний железный век, средневековье                                 | археология                           | 6 км западнее села Новоникольское северная широта 54°32′191″ восточная долгота 68°36′948″               |
| 316   | Поселение Новоникольское 1 эпоха бронзы                                                                   | археология                           | 50 км южнее города Петропавловска северная широта 54°28′567″ восточная долгота 69°39′157″               |
| 317   | Поселение Новоникольское 3 эпоха бронзы                                                                   | археология                           | 2 км северо-западнее от села Новоникольское северная широта 54°32′816″ восточная долгота 68°40′537″     |
| 318   | Стоянка Новоникольское 2 эпоха неолита                                                                    | археология                           | 1 км к югу от села Новоникольское северная широта 54°31′055″ восточная долгота 68°39′633″               |
| 319   | Курган Полковниково ранний железный век                                                                   | археология                           | в 0,5 км севернее села Вагулино северная широта 55°09′585″ восточная долгота 69°15′491″                 |
| 320   | Курган Рассвет ранний железный век                                                                        | археология                           | 2,5 км юго-западнее села Рассвет северная широта 54°27′895″ восточная долгота 68°39′958″                |
| 321   | Поселение Семипалатное эпоха бронзы                                                                       | археология                           | 3 км к северо-западу от села Семипалатное северная широта 54°28′604″ восточная долгота 68°38′026″       |
| 322   | Могильник Семипалатное эпоха бронзы                                                                       | археология                           | 1,5 км севернее села Семипалатное северная широта 54°27′978″ восточная долгота 68°39′645″               |
| 323   | Могильник Соколовка 3 эпоха бронзы                                                                        | археология                           | 3,25 км юго-западнее села Большая Малышка северная широта 55°03′747″ восточная долгота 69°11′628″       |
| 324   | Поселение Соколовка 4 эпоха бронзы                                                                        | археология                           | 3,25 км юго-западнее села Большая Малышка северная широта 55°03′695″ восточная долгота 69°11′921″       |
| 325   | Курган Учхоз ранний железный век                                                                          | археология                           | 2 км южнее бывшего села Учхоз северная широта 54°50′069″ восточная долгота 68°57′890″                   |
| 326   | Могильник Чалково эпоха бронзы                                                                            | археология                           | 5 км северо-западнее села Новоалександровка северная широта 54°29′886″ восточная долгота 68°34′037″     |

## Мамлютский район
| № п/п | Наименование памятника                                                                                      | Вид памятника                        | Местонахождение памятника                                                                  |
| 327   | Крепость Становая, 1752 год                                                                                 | градостроительства и архитектуры     | село Становое                                                                              |
| 328   | Редут Дубровный, 1752 год                                                                                   | градостроительства и архитектуры     | село Дубровное                                                                             |
| 329   | Могила Н.Н. Оснач, воина-интернационалиста, погибшего в Демократической Республике Афганистан, 1984 год     | сооружение монументального искусства | город Мамлютка                                                                             |
| 330   | Могила А.С. Кусаинова, воина-интернационалиста, погибшего в Демократической Республике Афганистан, 1985 год | сооружение монументального искусства | село Бексеит                                                                               |
| 331   | Могила В.В. Петрушина, воина-интернационалиста, погибшего в Демократической Республике Афганистан, 1983 год | сооружение монументального искусства | село Белое                                                                                 |
| 332   | Курган Мамлютка 3 ранний железный век                                                                       | археология                           | город Мамлютка северная широта 54°56''682, восточная долгота 68°32'560,                    |
| 333   | Могильник Менгисер ранний железный век, средневековье                                                       | археология                           | 2,5 км юго-восточнее села Менгисер северная широта 54°34''753 восточная долгота 67°59'255, |

## Район имени Габита Мусрепова
| № п/п | Наименование памятника                                               | Вид памятника                        | Местонахождение памятника                                                                                    |
| 334   | Бюст государственного политического деятеля Е. Ауельбекова, 2001 год | сооружение монументального искусства | село Новоишимское                                                                                            |
| 335   | Могильник Алгабас ранний железный век, средневековье                 | археология                           | 7 км северо-западнее села Новоселовка северная широта 53°14'530'' восточная долгота 66°56'917 ''             |
| 336   | Курган Алгабас средневековье                                         | археология                           | 5,5 км северо-западнее села Новоселовка северная широта 53°14'234'' восточная долгота 66°57'746''            |
| 337   | Могильник Ашанино эпоха бронзы                                       | археология                           | 0,5 км южнее села Новоишимское северная широта 53°11'620'' восточная долгота 66°48'767''                     |
| 338   | Курган Берлик ранний железный век                                    | археология                           | 1 км западнее села Берлик северная широта 53°10'573'' восточная долгота 66°48'351''                          |
| 339   | Могильник Берликский эпоха бронзы                                    | археология                           | 1 км юго-западнее села Берлик северная широта 53°09'167'' восточная долгота 66°47'974''                      |
| 340   | Курган Берликский 1 ранний железный век                              | археология                           | 1 км восточнее села Берлик северная широта 53°02'634'' восточная долгота 66°44'792''                         |
| 341   | Могильник Возвышенка 1 ранний железный век                           | археология                           | 3,2 км северо-восточнее села Возвышенка северная широта 52°49'209'' восточная долгота 66°48'246''            |
| 342   | Стоянка Гаршино эпоха неолита                                        | археология                           | 0,3 км юго-западнее села Гаршино северная широта 52°32'748'' восточная долгота 67°01'594''                   |
| 343   | Курганы у села Гаршино ранний железный век                           | археология                           | 1 км юго-западнее села Гаршино северная широта 52°31'820'' восточная долгота 66°59'579''                     |
| 344   | Курган Григорьевка эпоха бронзы                                      | археология                           | 1,4 км севернее села Григорьевка северная широта 52°48'942'' восточная долгота 66 °49'724''                  |
| 345   | Курган 1 ГРП-37 ранний железный век                                  | археология                           | 1,4 км северо-восточнее ГРП-37 северная широта 52°33'044'' восточная долгота 067°09'865''                    |
| 346   | Курган 2 ГРП-37 эпоха бронзы                                         | археология                           | 0,3 км северо-восточнее ГРП-37 северная широта 52°33'324'' восточная долгота 67°10'553''                     |
| 347   | Курганы у села Дубровка ранний железный век                          | археология                           | 2,2 км южнее села Дубровка северная широта 52°34'811'' восточная долгота 67°07'515''                         |
| 348   | Выработка Ефимовка ранний железный век, средневековье                | археология                           | 0,7 км от южнее села Ефимовка северная широта 53°08'216'' восточная долгота 66°47'361''                      |
| 349   | Могильник Ефимовка 1 эпоха бронзы                                    | археология                           | 2,8 км северо-северо-восточнее села Ефимовка северная широта 53°11'116'' восточная долгота 66°48'016''       |
| 350   | Могильник Ефимовка 2 эпоха бронзы                                    | археология                           | 2 км севернее села Ефимовка северная широта 53°10'594'' восточная долгота 66°47'371''                        |
| 351   | Могильник Ефимовка 3 эпоха бронзы                                    | археология                           | 1,5 км севернее села Ефимовка северная широта 53°10'411'' восточная долгота 66°47'269''                      |
| 352   | Могильник Ефимовка 4 ранний железный век                             | археология                           | 0,8 км севернее села Ефимовка северная широта 53°09'940'' восточная долгота 66°46'838''                      |
| 353   | Могильник Ефимовка 5 эпоха бронзы                                    | археология                           | 0,3 км северо-восточнее села Ефимовка северная широта 53°09'778'' восточная долгота 66°46'481''              |
| 354   | Могильник Ефимовка 6 эпоха бронзы и ранний железный век              | археология                           | юго-восточнее села Ефимовка северная широта 53°08'192'' восточная долгота 66°46'685''                        |
| 355   | Могильник Жилынтау средневековье                                     | археология                           | 8,4 км юго-юго-западнее села Западное северная широта 52°18'499'' восточная долгота 66°34'291''              |
| 356   | Могильник Западный ранний железный век                               | археология                           | 0,5 км южнее села Западное северная широта 52°56'227 '' восточная долгота 66°36'948''                        |
| 357   | Курганы у села Западное эпоха бронзы                                 | археология                           | 2,5 км юго-восточнее села Западное северная широта 52°55'811'' восточная долгота 66°38'073''                 |
| 358   | Могильник Ковыльный 1 ранний железный век                            | археология                           | 4,6 км юго-восточнее села Ковыльное северная широта 52°32'980'' восточная долгота 67°45'368''                |
| 359   | Могильник Ковыльный 2 ранний железный век                            | археология                           | 1,8 км северо-восточнее села Ковыльное северная широта 52°35'157'' восточная долгота 67°43'489''             |
| 360   | Могильник Ковыльный 3 эпоха бронзы                                   | археология                           | 2 км северо-восточнее села Ковыльное северная широта 52°34'859'' восточная долгота 67°43'760''               |
| 361   | Могильник Ковыльный 4 эпоха бронзы                                   | археология                           | 3,1 км северо-восточнее села Ковыльное северная широта 52°35'862'' восточная долгота 67°43'778''             |
| 362   | Стоянка Конырсу эпоха неолита                                        | археология                           | 2,7 км западнее села Конырсу северная широта 52°21'22'' восточная долгота 66°40'150''                        |
| 363   | Могильник Конырсу ранний железный век                                | археология                           | 5 км юго-юго-западнее села Конырсу северная широта 52°20'071'' восточная долгота 66°39'033''                 |
| 364   | Могильник Муккур ранний железный век                                 | археология                           | 1,5 км западнее села Муккур северная широта 53°17'835'' восточная долгота 67°01'713''                        |
| 365   | Могильник Неженка 1 ранний железный век                              | археология                           | 0,2 км к западу от села Неженка северная широта 53°03'432'' восточная долгота 66°43'233''                    |
| 366   | Могильник Неженка 2 эпоха бронзы                                     | археология                           | 2,5 км юго-восточнее села Неженка северная широта 53°02'439'' восточная долгота 66°42'210''                  |
| 367   | Могильник Неженка 3 эпоха бронзы и ранний железный век               | археология                           | 5,2 км юго-западнее села Неженка северная широта 53°01'229'' восточная долгота 66°40'003''                   |
| 368   | Могильник Новоселовка 1 ранний железный век, средневековье           | археология                           | 2,5 км северо-северо-западнее села Новоселовка северная широта 53°13'842'' восточная долгота 67°00'382''     |
| 369   | Курган Новоселовка ранний железный век                               | археология                           | 6,8 км юго-западнее села Новоселовка северная широта 53°10'625'' восточная долгота 67°02'304''               |
| 370   | Могильник Пески 1 эпоха бронзы и ранний железный век                 | археология                           | северо-восточнее села Пески северная широта 53°12'660'' восточная долгота 66°52'013''                        |
| 371   | Могильник Пески 2 ранний железный век                                | археология                           | южнее села Пески северная широта 53°11'197'' восточная долгота 66°47'866''                                   |
| 372   | Могильник Приишимский эпоха бронзы и ранний железный век             | археология                           | 3 км севернее села Неженка северная широта 53°05'145'' восточная долгота 66°46'026''                         |
| 373   | Могильник Привольное 1 эпоха бронзы                                  | археология                           | 2,85 км западнее села Привольное северная широта 52°34'607'' восточная долгота 67°47'075''                   |
| 374   | Могильник Привольное 3 ранний железный век                           | археология                           | 5,3 км юго-восток-восток от села Привольное северная широта 52°33'016'' восточная долгота 67°50'377''        |
| 375   | Могильник Привольное 4 ранний железный век                           | археология                           | 5,2 км южнее села Привольное северная широта 52°32'901'' восточная долгота 67°48'884''                       |
| 376   | Курганы у села Привольное эпоха бронзы                               | археология                           | 1,7 км юго-западнее села Привольное северная широта 52°35'047'' восточная долгота 67°47'790''                |
| 377   | Стоянка Рузаевка эпоха неолита                                       | археология                           | 3,3 км юго-западнее от села Рузаевка северная широта 52°46'155'' восточная долгота 66°49'674''               |
| 378   | Могильник Рузаевка 1 ранний железный век, средневековье              | археология                           | 3,7 км юго-западнее от села Рузаевка северная широта 52°46'418'' восточная долгота 66°49'210''               |
| 379   | Могильник Рузаевка 2 ранний железный век                             | археология                           | 2 км западнее села Рузаевка северная широта 52°48'740'' восточная долгота 66°53'922''                        |
| 380   | Курган Рухловка 2 ранний железный век                                | археология                           | 2,3 км южнее села Рухловка северная широта 52°40'436'' восточная долгота 67°38'070''                         |
| 381   | Стоянка Рыбинка 1 эпоха неолита                                      | археология                           | 0,2 км восточнее села Рыбинка северная широта 52°35'597'' восточная долгота 66°58'755''                      |
| 382   | Стоянка Рыбинка 2 эпоха неолита                                      | археология                           | 0,3 км южнее села Рыбинка северная широта 52°35'363'' восточная долгота 66°58'428''                          |
| 383   | Могильник Рыбинка 3 ранний железный век                              | археология                           | 2 км южнее села Рыбинка северная широта 52°34'503'' восточная долгота 66°58'858''                            |
| 384   | Могильник Рыбинка 4 эпоха бронзы                                     | археология                           | 1,5 км северо-северо-западнее села Рыбинка северная широта 52°36'958'' восточная долгота 66°57'229''         |
| 385   | Курган Симоновка эпоха бронзы                                        | археология                           | 2,5 км юго-восточнее села Симоновка северная широта 52°38'386'' восточная долгота 66°56'648''                |
| 386   | Стоянка Симоновка 1 эпоха неолита                                    | археология                           | 2,7 км юго-восточнее села Симоновка северная широта 52°37'484'' восточная долгота 66°57'872''                |
| 387   | Стоянка Симоновка 2 эпоха неолита                                    | археология                           | 2,3 км юго-восточнее села Симоновка северная широта 52°38'008'' восточная долгота 66°57'978''                |
| 388   | Могильник Симоновка 4 средневековье                                  | археология                           | 2 км юго-восточнее села Симоновка северная широта 52°37'909'' восточная долгота 66°57'547''                  |
| 389   | Стоянка Симоновка 5 эпоха неолита                                    | археология                           | 1,6 км севернее села Симоновка северная широта 52°40'179'' восточная долгота 66°54'409''                     |
| 390   | Могильник Симоновка 6 эпоха бронзы                                   | археология                           | 2,5 км севернее села Симоновка северная широта 52°40'819 '' восточная долгота 66°54'162''                    |
| 391   | Могильник Симоновка 7 ранний железный век, средневековье             | археология                           | 1,3 км севернее села Симоновка северная широта 52°40'050'' восточная долгота 66°55'241''                     |
| 392   | Могильник Симоновка 8 ранний железный век                            | археология                           | 9 км юго-западнее села Симоновка северная широта 52°36'306'' восточная долгота 66°47'913''                   |
| 393   | Могильник Симоновка 9 эпоха бронзы и ранний железный век             | археология                           | 2 км северо-восточнее села Симоновка северная широта 52°39'256'' восточная долгота 66°57'513''               |
| 394   | Могильник Сокологоровка 1 ранний железный век                        | археология                           | 1,3 км севернее села Сокологоровка северная широта 52°31'386'' восточная долгота 67°51'916''                 |
| 395   | Могильник Сокологоровка 2 эпоха бронзы                               | археология                           | 1,4 км севернее села Сокологоровка северная широта 52°31'653'' восточная долгота 67°52'293''                 |
| 396   | Могильник Сокологоровка 3 ранний железный век                        | археология                           | 2,2 км севернее села Сокологоровка северная широта 52°32'162'' восточная долгота 67°52'264''                 |
| 397   | Курган Ставрополка ранний железный век                               | археология                           | 7,5 км северо-восточнее села Ставрополка северная широта 52°54'856'' восточная долгота 66°37'524''           |
| 398   | Курган у села Ставрополка ранний железный век                        | археология                           | 6,25 км на север-северо-восток от села Ставрополка северная широта 52°54'440'' восточная долгота 66°37'846'' |
| 399   | Могильник Ставрополка 2 ранний железный век                          | археология                           | 4 км севернее села Ставрополка северная широта 52°52'647'' восточная долгота 66°37'088''                     |
| 400   | Могильник Ставрополка 1 эпоха бронзы                                 | археология                           | западная окраина села Ставрополка северная широта 52°50'493'' восточная долгота 66°33'470''                  |
| 401   | Могильник Ставрополка 2 эпоха бронзы и ранний железный век           | археология                           | 1,4 км северо-северо-восточнее села Ставрополка северная широта 52° 51'549'' восточная долгота 66°35'434''   |
| 402   | Могильник Ставрополка 3 ранний железный век                          | археология                           | 4 км северо-северо-восточнее села Ставрополка северная широта 52°52'355'' восточная долгота 66°36'792''      |
| 403   | Могильник Тындык 2 эпоха бронзы                                      | археология                           | 0,7 км северо-северо-западнее села Рыбинка северная широта 52°36'562 '' восточная долгота 66°57'316''        |
| 404   | Поселение Тындык 2 эпоха бронзы                                      | археология                           | 1,7 км юго-восточнее села Рыбинка северная широта 52°34'818'' восточная долгота 66°59'432''                  |
| 405   | Могильник Урожайное 1 эпоха бронзы                                   | археология                           | 1,85 км северо-западнее села Урожайное северная широта 52°46'932'' восточная долгота 66°28'103''             |
| 406   | Могильник Урожайное 2 эпоха бронзы и ранний железный век             | археология                           | северо-западнее села Урожайное северная широта 52°46'728'' восточная долгота 66°28'890''                     |
| 407   | Могильник Урожайное 3 эпоха бронзы                                   | археология                           | 0,5 км южнее села Урожайное северная широта 52°44'878'' восточная долгота 66°28'774''                        |
| 408   | Могильник Урожайное 4 эпоха бронзы                                   | археология                           | 1,2 км на юго-восток-восток от села Урожайное северная широта 52°45'265'' восточная долгота 66°33'877''      |
| 409   | Могильник Урожайное 5 эпоха бронзы и ранний железный век             | археология                           | 6,5 км юго-восточнее села Урожайное северная широта 52°43'207'' восточная долгота 66°35'202''                |
| 410   | Курган Черный курган ранний железный век                             | археология                           | 1,5 км северо-восточнее села Кюйган северная широта 52°42'601'' восточная долгота 66°50'904''                |
| 411   | Могильник Черная могила средневековье                                | археология                           | 0,5 км севернее села Кюйган северная широта 52°46'114'' восточная долгота 66°50'526''                        |
| 412   | Могильник Чернозубовка 1 эпоха бронзы                                | археология                           | западная окраина села Чернозубовка северная широта 52°41'784'' восточная долгота 66°37'308''                 |
| 413   | Могильник Чернозубовка 2 эпоха бронзы                                | археология                           | 1 км южнее села Чернозубовка северная широта 52°40'751'' восточная долгота 66°37'448''                       |
| 414   | Могильник Чистополье 1 средневековье                                 | археология                           | 3,5 км юго-западнее села Чистополье северная широта 52°31'834'' восточная долгота 67°11'926''                |
| 415   | Курганы у села Чистополье средневековье                              | археология                           | 1,7 км юго-западнее села Чистополье северная широта 52°32'679'' восточная долгота 67°12'877''                |
| 416   | Могильник Яновка ранний железный век                                 | археология                           | 4,5 км юго-западнее села Дубровка северная широта 52°34'138'' восточная долгота 67°05'143''                  |

## Район Магжана Жумабаева
| № п/п | Наименование памятника                                                                                        | Вид памятника                        | Местонахождение памятника     |
| 417   | Бюст М. Жумабаева, 2000 год                                                                                   | сооружение монументального искусства | город Булаево                 |
| 418   | Памятник М. Жумабаеву, 1993 год                                                                               | сооружение монументального искусства | город Булаево                 |
| 419   | Памятник М. Жумабаеву, 2003 год                                                                               | сооружение монументального искусства | село Сарытомар                |
| 420   | Бюст Баян батыра, 2006 год                                                                                    | сооружение монументального искусства | город Булаево                 |
| 421   | Крепость Лебяжья, 1752 год                                                                                    | градостроительства и архитектуры     | село Лебяжье                  |
| 422   | Крепость Полуденная, 1752 год                                                                                 | градостроительства и архитектуры     | село Полудино                 |
| 423   | Редут Ганькин, 1752 год                                                                                       | градостроительства и архитектуры     | село Ганькино                 |
| 424   | Редут Медвежий, 1752 год                                                                                      | градостроительства и архитектуры     | село Медвежка                 |
| 425   | Могила В.К. Миллер, воина-интернационалиста, погибшего в Демократической Республике Афганистан, 1980 год      | сооружение монументального искусства | село Гаврино                  |
| 426   | Могила Н.М. Сусол, воина-интернационалиста, погибшего в Демократической Республике Афганистан, 1982 год       | сооружение монументального искусства | село Молодогвардейское        |
| 427   | Могила В.Ю. Ишханова, воина-интернационалиста, погибшего в Демократической Республике Афганистан, 1982 год    | сооружение монументального искусства | село Молодогвардейское        |
| 428   | Могила Д.А. Лещенко, воина-интернационалиста, погибшего в Демократической Республике Афганистан, 1981 год     | сооружение монументального искусства | село Надежка                  |
| 429   | Могила А.Ю. Орлова, воина-интернационалиста, погибшего в Демократической Республике Афганистан, 1987 год      | сооружение монументального искусства | село Узункуль                 |
| 430   | Могила А.И. Бунковского, воина-интернационалиста, погибшего в Демократической Республике Афганистан, 1980 год | сооружение монументального искусства | село Чистовское               |
| 431   | Могила А.Я. Гертера воина-интернационалиста, погибшего в Демократической Республике Афганистан, 1980 год      | сооружение монументального искусства | село Чистое                   |
| 432   | Курган Полудино ранний железный век, средневековье                                                            | археология                           | 1,3 км к югу от села Полудино |

## Тайыншинский район
| № п/п | Наименование памятника                                      | Вид памятника | Местонахождение памятника                                                                              |
| 433   | Курган Аккудук 1 ранний железный век                        | археология    | 7 км юго-восточнее села Аккудык северная широта 53°38′742″ восточная долгота 70°55′276″                |
| 434   | Стоянка Аккудук 2 эпоха неолита                             | археология    | 6 км юго-восточнее села Аккудык северная широта 53°38′705″ восточная долгота 70°55′443″                |
| 435   | Курган Амандык 1 ранний железный век                        | археология    | 4 км юго-юго-западнее села Амандык северная широта 53°27′745″ восточная долгота 70°20′457″             |
| 436   | Курган Амандык 2 ранний железный век                        | археология    | 6 км юго-западнее села Амандык северная широта 53°27′666″ восточная долгота 70°20′257″                 |
| 437   | Могильник Амандык 3 ранний железный век, средневековье      | археология    | 12 км юго-западнее села Амандык северная широта 53°27′530″ восточная долгота 70°20′198″                |
| 438   | Стоянка Бирлик эпоха неолита                                | археология    | 0,5 км северо-восточнее от бывшего села Берлик северная широта 53°57′480″ восточная долгота 69°54′760″ |
| 439   | Стоянка Берлиновка 1 неолит                                 | археология    | 1,5 км севернее бывшего села Берлиновка северная широта 53°55′518″ восточная долгота 69°55′546″        |
| 440   | Стоянка Берлиновка 2 неолит                                 | археология    | 1,5 км севернее бывшего села Берлиновка северная широта 53°55′450″ восточная долгота 69°55′632″        |
| 441   | Стоянка Берлиновка 3 поздний неолит, эпоха бронзы           | археология    | 1 км севернее от бывшего села Берлиновка северная широта 53°54′595″ восточная долгота 69°56′304″       |
| 442   | Стоянка Берлиновка 4 неолит                                 | археология    | 0,5 км к югу от бывшего села Берлиновка северная широта 53°54′016″ восточная долгота 69°56′272″        |
| 443   | Стоянка Берлиновка 5 неолит                                 | археология    | 1 км к югу от бывшего села Берлиновка северная широта 53°53′783″ восточная долгота 69°56′180″          |
| 444   | Стоянка Берлиновка 6 неолит                                 | археология    | 1 км южнее бывшего села Берлиновка северная широта 53°53′870″ восточная долгота 69°56′096″             |
| 445   | Стоянка Берлиновка 7 неолит                                 | археология    | 1,2 км южнее бывшего села Берлиновка северная широта 53°53′652″ восточная долгота 69°56′092″           |
| 446   | Стоянка Виноградовка 1 эпоха неолита                        | археология    | 2 км северо-восточнее села Виноградовка северная широта 53°52′750″ восточная долгота 69°55′326″        |
| 447   | Стоянка Виноградовка 2 мезолит, неолит                      | археология    | 3,3 км севернее села Виноградовка северная широта 53°52′868″ восточная долгота 69°48′405″              |
| 448   | Стоянка Виноградовка 7 эпоха неолита                        | археология    | 3,7 км северо-восточнее села Виноградовка северная широта 53°53′113″ восточная долгота 69°55′684″      |
| 449   | Стоянка Виноградовка 8 эпоха неолита                        | археология    | 3,5 км северо-восточнее села Виноградовка северная широта 53°53′021″ восточная долгота 69°55′336″      |
| 450   | Стоянка Виноградовка 9 эпоха бронзы                         | археология    | 4 км северо-восточнее села Виноградовка северная широта 53°52′442″ восточная долгота 69°55′400″        |
| 451   | Стоянка Виноградовка 10 эпоха неолита                       | археология    | 3 км северо-восточнее села Виноградовка северная широта 53°52′451″ восточная долгота 69°55′479″        |
| 452   | Стоянка Виноградовка 11 эпоха неолита                       | археология    | 2,5 км к югу от бывшего села Берлиновка северная широта 53°53′115″ восточная долгота 69°55′780″        |
| 453   | Стоянка Виноградовка 12 ранний неолит, эпоха бронзы         | археология    | 3 км северо-восточнее села Виноградовка северная широта 53°52′865″ восточная долгота 69°48′400″        |
| 454   | Стоянка Виноградовка 13 эпоха неолита                       | археология    | 2,5 км северо-восточнее села Виноградовка северная широта 53°52′871″ восточная долгота 69°55′431″      |
| 455   | Стоянка Виноградовка 14 мезолит, неолит                     | археология    | 3,5 км северо-восточнее села Виноградовка северная широта 53°52′851″ восточная долгота 69°55′421″      |
| 456   | Стоянка Виноградовка 15 эпоха неолита                       | археология    | 1,5 км северо-восточнее села Виноградовка северная широта 53°52′851″ восточная долгота 69°55′421″      |
| 457   | Могильник Золоторунное 2 средневековье                      | археология    | 7 км юго-восточнее села Золоторунное северная широта 53°34′330″ восточная долгота 70°53′693″           |
| 458   | Могильник Золоторунное 3 ранний железный век, средневековье | археология    | 7,5 км восточнее села Золоторунное северная широта 53°35′133″ восточная долгота 70°46′210″             |
| 459   | Курган Золоторунное 4 ранний железный век                   | археология    | 7,5 км восточнее села Золоторунное северная широта 53°33′880″ восточная долгота 70°53′996″             |
| 460   | Курган Инталы 1 ранний железный век                         | археология    | 3,7 км к северу от бывшего села Инталы северная широта 54°03′617″ восточная долгота 69°44′967″         |
| 461   | Курган Карасу 2 ранний железный век                         | археология    | 12,2 км юго-западнее села Амандык северная широта 53°21′086″ восточная долгота 70°10′366″              |
| 462   | Поселение Карасу 1 эпоха бронзы                             | археология    | 11,8 км юго-западнее села Амандык северная широта 53°22′077″ восточная долгота 70°12′349″              |
| 463   | Курган Литжан 1 ранний железный век                         | археология    | 13,2 км западнее–юго-западнее села Амандык северная широта 53°24′398″ восточная долгота 70°16′089″     |
| 464   | Могильник Литжан 2 ранний железный век, средневековье       | археология    | 11,2 км западнее–юго-западнее села Амандык северная широта 53°26′480″ восточная долгота 70°19′163″     |
| 465   | Курган Литжан 4 ранний железный век                         | археология    | 5,5 западнее села Амандык северная широта 53°26′480″ восточная долгота 70°19′163″                      |
| 466   | Могильник Литжан 5 ранний железный век                      | археология    | 5,2 км западнее села Амандык северная широта 53°26′480″ восточная долгота 70°19′163″                   |
| 467   | Могильник Литжан 7 эпоха бронзы                             | археология    | 5 км западнее села Амандык северная широта 53°26′480″ восточная долгота 70°19′163″                     |
| 468   | Курган Московка 1 ранний железный век                       | археология    | 0,7 км севернее бывшего села Московка северная широта 53°44′936″ восточная долгота 69°43′266″          |
| 469   | Могильник Октябрьское 1 эпоха бронзы                        | археология    | 3 км к югу от села Октябрьское северная широта 53°41′004″ восточная долгота 69°38′438″                 |
| 470   | Могильник Октябрьское 2 ранний железный век, средневековье  | археология    | 3 км к юго-западу села Октябрьское северная широта 53°41′285″ восточная долгота 69°37′768″             |
| 471   | Могильник Октябрьское 3 эпоха бронзы                        | археология    | 2 км к югу от села Октябрьское северная широта 53°41′393″ восточная долгота 69°38′713″                 |
| 472   | Стоянка Рощинское 3 эпоха энеолита                          | археология    | 2,5 км восточнее села Рощинское северная широта 69°46′458″ восточная долгота 54°12′789″                |
| 473   | Могильник Сексенбайсор 1 ранний железный век, средневековье | археология    | 6,3 км западнее села Амандык северная широта 53°25′045″ восточная долгота 70°17′156″                   |
| 474   | Курган Сексенбайсор 2 ранний железный век                   | археология    | 6,2 км юго-западнее села Амандык северная широта 53°25′046″ восточная долгота 70°17′153″               |
| 475   | Могильник Сексенбайсор 3 ранний железный век, средневековье | археология    | 5,5 км юго-западнее села Амандык северная широта 53°25′045″ восточная долгота 70°17′152″               |
| 476   | Курган Сексенбайсор 4 ранний железный век                   | археология    | 5,7 км юго-западнее села Амандык северная широта 53°25′045″ восточная долгота 70°17′155″               |
| 477   | Курган Сексенбайсор 5 ранний железный век                   | археология    | 6 км юго-западнее села Амандык северная широта 53°25′037″ восточная долгота 70°17′145″                 |
| 478   | Могильник Сексенбайсор 6 средневековье                      | археология    | 4,4 км западнее села Амандык северная широта 53°25′066″ восточная долгота 70°17′159″                   |
| 479   | Поселение Рощинское 1 неолит, энеолит, ранний железный век  | археология    | 1,5 км южнее села Рощинское северная широта 69°46′456″ восточная долгота 54°12′790″                    |
| 480   | Поселение Чаглинка 1 эпоха бронзы                           | археология    | 3 км северо-западнее от села Линеевка северная широта 53°40′986″ восточная долгота 69°38′574″          |
| 481   | Стоянка Тендык эпоха неолита                                | археология    | восточная окраина села Тендык северная широта 53°59′534″ восточная долгота 69°54′760″                  |
| 482   | Могильник Тендык 2 ранний железный век                      | археология    | 4 км северо-восточнее от села Тендык северная широта 53°59′163″ восточная долгота 69°49′504″           |
| 483   | Могильник Тендык 3 ранний железный век                      | археология    | 2,3 км к западу от села Тендык северная широта 53°59′163″ восточная долгота 69°49′504″                 |
| 484   | Курган Ушсай 1 ранний железный век                          | археология    | 4,1 км южнее села Тихоокеанское северная широта 53°51′642″ восточная долгота 70°48′395″                |
| 485   | Курган Ушсай 2 ранний железный век                          | археология    | 5,9 км южнее села Тихоокеанское северная широта 53°51′642″ восточная долгота 70°48′395″                |
| 486   | Курган Шункырколь 4 ранний железный век                     | археология    | 3 км юго-западнее села Шункырколь северная широта 53°53′125″ восточная долгота 70°48′765″              |
| 487   | Могильник Шункыркуль 1 эпоха бронзы                         | археология    | 0,7 км юго-западнее села Шункырколь северная широта 53°53′842″ восточная долгота 70°48′995″            |
| 488   | Могильник Шункыркуль 2 эпоха бронзы                         | археология    | 2,5 км западнее села Шункырколь северная широта 53°53′842″ восточная долгота 70°48′995″                |
| 489   | Могильник Шункыркуль 3 эпоха бронзы                         | археология    | 2 км северо-западнее села Шункырколь северная широта 53°53′842″ восточная долгота 70°48′995″           |

## Уалихановский район
| № п/п | Наименование памятника                                        | Вид памятника | Местонахождение памятника                                                                       |
| 490   | Курган Бабеке 1 ранний железный век                           | археология    | 2,5 км южнее села Бабеке северная широта 52°52′069″ восточная долгота 73°09′034″                |
| 491   | Могильник Жуантобе ранний железный век, средневековье, XX век | археология    | 1 км севернее села Жуантобе северная широта 52°46′906″ восточная долгота 73°05′533″             |
| 492   | Стоянка Жуантобе 1 эпоха неолита                              | археология    | 3 км южнее села Жуантобе северная широта 52°45′555″ восточная долгота 73°01′331″                |
| 493   | Курган Казанкап 1 эпоха бронзы                                | археология    | 0,4 км восточнее села Казанкап северная широта 52°58′49,7″ восточная долгота 71°49′47,3″        |
| 494   | Курган Казанкап 2 эпоха бронзы                                | археология    | в 2 км юго-западнее села Казанкап северная широта 52°58′28,1″ восточная долгота 71°47′38,6″     |
| 495   | Курган Казанкап 3 эпоха бронзы                                | археология    | 2,2 км юго-западнее села Казанкап северная широта 52°58′20,6″ восточная долгота 71°47′23,5″     |
| 496   | Курган Казанкап 4 ранний железный век                         | археология    | 2,5 км западнее села Казанкап северная широта 52°58′14,1″ восточная долгота 71°46′99,0″         |
| 497   | Курган Казанкап 5 эпоха бронзы                                | археология    | 5,9 км юго-западнее села Казанкап северная широта 52° 57′59,4″ восточная долгота 71°44′04,1″    |
| 498   | Могильник Казанкап 6 средневековье                            | археология    | 6 км юго-западнее села Казанкап северная широта 52°48′383″ восточная долгота 71°43′756″         |
| 499   | Могильник Казанкап 8 эпоха бронзы                             | археология    | 6,3 км юго-западнее села Казанкап северная широта 52°58′046″ восточная долгота 71°43′581″       |
| 500   | Стоянка Казанкап 7 эпоха неолита                              | археология    | 0,4 км юго-восточнее села Казанкап северная широта 52°58′25,0″ восточная долгота 71°49′18,8″    |
| 501   | Могильник Карасу эпоха бронзы, средневековье                  | археология    | 5,2 км восточнее села Золотая Нива северная широта 52°57′62,3″ восточная долгота 72°01′59,5″    |
| 502   | Курган Карасу 1 эпоха бронзы                                  | археология    | 5,3 км восточнее села Золотая Нива северная широта 52°57′68,1″ восточная долгота 72°01′64,9″    |
| 503   | Могильник Коксенгисор 8 эпоха бронзы                          | археология    | 1,7 км южнее села Баянбай северная широта 53°03′52,3″ восточная долгота 71°43′85,0″             |
| 504   | Курган Коксенгисор 1 ранний железный век                      | археология    | 4,8 км северо-запад села Золотая Нива северная широта 52°58′290″ восточная долгота 71°53′227″   |
| 505   | Курган Коксенгисор 2 эпоха бронзы                             | археология    | 1,3 км южнее села Баянбай северная широта 53°03′521″ восточная долгота 71°44′329″               |
| 506   | Курган Коксенгисор 3 эпоха бронзы                             | археология    | 1,3 км южнее села Баянбай северная широта 53°03′541″ восточная долгота 71°44′323″               |
| 507   | Курган Коксенгисор 4 ранний железный век                      | археология    | 1,5 км южнее села Баянбай северная широта 53°03′64,7″ восточная долгота 71°43′66,5″             |
| 508   | Курган Коксенгисор 5 эпоха бронзы                             | археология    | 1,5 км южнее села Баянбай северная широта 53°03′66,5″ восточная долгота 71°43′80,3″             |
| 509   | Курган Коксенгисор 6 эпоха бронзы                             | археология    | 1,4 км южнее села Баянбай северная широта 53°03′67,3″ восточная долгота 71°43′84,6″             |
| 510   | Курган Коксенгисор 7 эпоха бронзы                             | археология    | 1,6 км южнее села Баянбай северная широта 53°03′60,8″ восточная долгота 71°43′87,0″             |
| 511   | Могильник Комсомольское ранний железный век, средневековье    | археология    | 10,7 км юго-восточнее села Аккудык северная широта 53°04′70,6″ восточная долгота 72°28′45,8″    |
| 512   | Курган Комсомольское 2 эпоха бронзы                           | археология    | 1,5 км восточнее села Аккудык северная широта 53°07′49,1″ восточная долгота 72°21′33,1″         |
| 513   | Курган Комсомольское 1 эпоха бронзы                           | археология    | 1,5 км восточнее села Аккудык северная широта 53°07′49,1″ восточная долгота 72°21′33,1″         |
| 514   | Курган Комсомольское 3 эпоха бронзы                           | археология    | 7 км юго-восточнее села Аккудык северная широта 53°05′02,5″ восточная долгота 72°24′81,7″       |
| 515   | Курган Комсомольское 4 эпоха бронзы                           | археология    | 7 км юго-восточнее села Аккудык северная широта 53°05′05,6″ восточная долгота 72°24′75,9″       |
| 516   | Курган Комсомольское 5 ранний железный век                    | археология    | 9,9 км юго-восточнее села Аккудык северная широта 53°04′89,8″ восточная долгота 72°27′79,3″     |
| 517   | Курган Комсомольское 6 ранний железный век                    | археология    | 9,9 км юго-восточнее села Аккудык северная широта 53°04′90,3″ восточная долгота 72°27′79,8″     |
| 518   | Могильник Кыздынкарасу 1 ранний железный век                  | археология    | 2,1 км севернее села Прожектор северная широта 52°57′33,7″ восточная долгота 72°23′29,7″        |
| 519   | Курган Кыздынкарасу 1 ранний железный век и средневековье     | археология    | 4,4 км севернее села Прожектор северная широта 52°58′51,1″ восточная долгота 72°22′71,8″        |
| 520   | Курган Кыздынкарасу 2 эпоха бронзы                            | археология    | 4,7 км южнее села Аккудык северная широта 53°04′96,1″ восточная долгота 72°20′95,6″             |
| 521   | Курган Кыздынкарасу 3 эпоха бронзы                            | археология    | 7 км южнее села Аккудык северная широта 53°03′91,0″ восточная долгота 72°22′31,0″               |
| 522   | Курган Кыздынкарасу 4 эпоха бронзы                            | археология    | 3,4 км южнее села Аккудык северная широта 53°05′66,5″ восточная долгота 72°20′84,2″             |
| 523   | Курган Кыздынкарасу 5 эпоха бронзы                            | археология    | 3,4 км южнее села Аккудык северная широта 53°03′64,7″ восточная долгота 72°20′89,3″             |
| 524   | Могильник Кызозен ранний железный век                         | археология    | 17 км юго-восточнее села Аккудык северная широта 53°04′30,7″ восточная долгота 72°27′39,7″      |
| 525   | Стоянка Сага 2 эпоха неолита                                  | археология    | 10,5 км северо-западнее села Казанкап северная широта 53°00′95,8″ восточная долгота 71°40′74,2″ |
| 526   | Курган Талдысай 3 ранний железный век                         | археология    | 9,5 км западнее села Херсонское северная широта 53°55′283″ восточная долгота 73°21′260″         |
| 527   | Курган Теке 1 эпоха бронзы                                    | археология    | 8 км восточнее села Кобенсай северная широта 53°43′599″ восточная долгота 72°54′002″            |
| 528   | Курган Теке 2 ранний железный век                             | археология    | 2,7 км западнее села Озерное северная широта 53°44′454″ восточная долгота 73°14′433″            |
| 529   | Курган Теке3 эпоха бронзы                                     | археология    | 0,7 км восточнее села Сага северная широта 53°44′488″ восточная долгота 73°14′451″              |
| 530   | Могильник Тюбе 2 ранний железный век                          | археология    | 5,7 км севернее села Прожектор северная широта 52°59′314″ восточная долгота 72°23′056″          |
| 531   | Могильник Тюбе 3 ранний железный век                          | археология    | 8,5 км южнее села Комсомольское северная широта 53°03′149″ восточная долгота 72°22′804″         |
| 532   | Могильник Тюбе 6 ранний железный век                          | археология    | 4,1 км южнее села Комсомольское северная широта 53° 05′144″ восточная долгота 72°21′474″        |
| 533   | Курган Тюбе 7 ранний железный век                             | археология    | 2 км юго-восточнее села Комсомольское северная широта 53°06′395″ восточная долгота 72°20′695″   |

## Район Шал акына
| № п/п | Наименование памятника                                                                                     | Вид памятника                        | Местонахождение памятника                                                                            |
| 534   | Бюст Шал акына, 2007 год                                                                                   | сооружение монументального искусства | город Сергеевка                                                                                      |
| 535   | Могила С.М. Рыжкова, воина-интернационалиста, погибшего в Демократической Республике Афганистан, 1984 год  | сооружение монументального искусства | село Менеевка                                                                                        |
| 536   | Могила В.Н. Поданева, воина-интернационалиста, погибшего в Демократической Республике Афганистан, 1981 год | сооружение монументального искусства | село Неждановка                                                                                      |
| 537   | Могильник Афанасьевка эпоха бронзы                                                                         | археология                           | 1,4 км западнее села Афанасьевка северная широта 53°28′964″ восточная долгота 67°08′173″             |
| 538   | Курган Баганаты ранний железный век                                                                        | археология                           | 2,5 км к востоку от села Баганаты северная широта 53°43′636″ восточная долгота 67°16′412″            |
| 539   | Могильник Баганаты 1 эпоха бронзы и ранний железный век                                                    | археология                           | 0,6 км юго-восточнее села Баганаты северная широта 53°43′956″ восточная долгота 67°14′327″           |
| 540   | Могильник Баганаты 2 эпоха бронзы и ранний железный век, средневековье                                     | археология                           | 1,5 км юго-восточнее села Баганаты северная широта 53°43′174″ восточная долгота 67°15′349″           |
| 541   | Могильник Баганаты 3 эпоха бронзы                                                                          | археология                           | 0,6 км юго-восточнее села Баганаты северная широта 53°42′979″ восточная долгота 67°14′340″           |
| 542   | Могильник Байкара эпоха бронзы, ранний железный век, раннее и позднее средневековье                        | археология                           | 3,5 км севернее города Сергеевка северная широта 53°55′826″ восточная долгота 67°26′235″             |
| 543   | Курган Байкызыл ранний железный век                                                                        | археология                           | 2,2 км юго-запад от села Социал северная широта 53°40′595″ восточная долгота 67°16′036″              |
| 544   | Могильник Бектениз эпоха бронзы, ранний железный век                                                       | археология                           | 5 км северо-западнее села Афанасьевка северная широта 53°34′130″ восточная долгота 67°09′893″        |
| 545   | Могильник Бурлук 1 эпоха бронзы                                                                            | археология                           | 3,5 км юго-западнее села Социал северная широта 53°40′046″ восточная долгота 67°14′937″              |
| 546   | Могильник Бурлук 2 средневековье                                                                           | археология                           | 3,6 км юго-западнее от села Социал северная широта 53°39′385″ восточная долгота 67°15′440″           |
| 547   | Могильник Графские развалины эпоха бронзы, ранний железный век                                             | археология                           | 6 км западнее села Афанасьевка северная широта 53°33′588″ восточная долгота 67°09′190″               |
| 548   | Могильник Двойники ранний железный век                                                                     | археология                           | 5 км к западу от села Двойники северная широта 53°36′432″ восточная долгота 67°13′764″               |
| 549   | Курган Жанаталап 1 ранний железный век                                                                     | археология                           | 2,5 км северо-западнее села Жанаталап северная широта 53°59′070″ восточная долгота 67°30′537″        |
| 550   | Курган Жанаталап 2 ранний железный век                                                                     | археология                           | 3,1 км северо-западнее села Жанаталап северная широта 53°59′204″ восточная долгота 67°29′921″        |
| 551   | Курган Жанаталап 3 ранний железный век                                                                     | археология                           | 3,7 км северо-западнее от села Жанаталап северная широта 53°58′847″ восточная долгота 67°29′123″     |
| 552   | Курган Коноваловка 1 ранний железный век                                                                   | археология                           | 0,6 км юго-западнее села Коноваловка северная широта 53°38′117″ восточная долгота 67°11′372″         |
| 553   | Могильник Коноваловка 1 ранний железный век                                                                | археология                           | 3 км к северу от села Коноваловка северная широта 53°40′838″ восточная долгота 67°12′220″            |
| 554   | Курган Коноваловка 2 ранний железный век                                                                   | археология                           | 2 км северо-западнее села Коноваловка северная широта 53°39′822″ восточная долгота 67°09′623″        |
| 555   | Могильник Крещенка эпоха бронзы                                                                            | археология                           | 2 км севернее села Крещенка северная широта 53°27′595″ восточная долгота 67°04′375″                  |
| 556   | Могильник Крещенка 1 эпоха бронзы                                                                          | археология                           | 0,5 км восточнее села Крещенка северная широта 53°26′096″ восточная долгота 67°04′252″               |
| 557   | Могильник Крещенка 2 эпоха бронзы                                                                          | археология                           | 0,5 км восточнее села Крещенка северная широта 53°25′002″ восточная долгота 67°04′471″               |
| 558   | Могильник Крещенка 3 ранний железный век                                                                   | археология                           | 5 км юго-восточнее села Крещенка северная широта 53°40′924″ восточная долгота 67°15′549″             |
| 559   | Могильник Крещенка 4 ранний железный век, средневековье                                                    | археология                           | 2,5 км юго-восточнее села Крещенка северная широта 53°23′630″ восточная долгота 67°04′716″           |
| 560   | Могильник Крещенка 5 эпоха бронзы                                                                          | археология                           | 4 км юго-западнее села Крещенка северная широта 53°23′371″ восточная долгота 67°00′875″              |
| 561   | Курган Крещенка 6 ранний железный век                                                                      | археология                           | 1,5 км северо-восточнее села Крещенка северная широта 53°26′299″ восточная долгота 67°04′425″        |
| 562   | Могильник Крещенка 7 эпоха бронзы                                                                          | археология                           | 1 км на северо-восток от фермы села Крещенка северная широта 53°24′495″ восточная долгота 67°02′630″ |
| 563   | Курган Куприяновка 1 средневековье                                                                         | археология                           | 0,7 км юго-восточнее села Куприяновка северная широта 53°19′745″ восточная долгота 66°58′575″        |
| 564   | Могильник Куприяновка 1 эпоха бронзы, средневековье                                                        | археология                           | 0,5 км северо-восточнее села Куприяновка северная широта 53°20′638″ восточная долгота 66°59′113″     |
| 565   | Могильник Куприяновка 2 эпоха бронзы                                                                       | археология                           | 4 км северо-восточнее села Куприяновка северная широта 53°21′712″ восточная долгота 67°02′027″       |
| 566   | Курган Куприяновка 2 ранний железный век                                                                   | археология                           | 3,5 км северо-восточнее села Куприяновка северная широта 53°21′206″ восточная долгота 67°00′750″     |
| 567   | Могильник Куприяновка 3 ранний железный век                                                                | археология                           | 3 км северо-восточнее села Куприяновка северная широта 53°22′024″ восточная долгота 66°59′859″       |
| 568   | Курган Куприяновка 3 ранний железный век                                                                   | археология                           | 3,5 км северо-восточнее села Куприяновка северная широта 53°20′931″ восточная долгота 67°00′896″     |
| 569   | Стоянка Ленино эпоха неолита                                                                               | археология                           | 0,8 км западнее села Ленино северная широта 53°55′847″ восточная долгота 67°26′123″                  |
| 570   | Курган Монгольская могила ранний железный век                                                              | археология                           | 7 км к западу от села Кривощеково северная широта 53°45′488″ восточная долгота 67°25′556″            |
| 571   | Могильник Октябрьское ранний железный век                                                                  | археология                           | 0,5 км юго-восточнее поселка Водопроводный северная широта 53°31′056″ восточная долгота 67°06′167″   |
| 572   | Могильник Октябрьское 1 эпоха бронзы                                                                       | археология                           | 4 км юго-восточнее поселка Водопроводный северная широта 53°29′204″ восточная долгота 67°07′088″     |
| 573   | Могильник Октябрьское 2 эпоха бронзы                                                                       | археология                           | 2,5 км южнее поселка Водопроводный северная широта 53°30′058″ восточная долгота 67°06′237″           |
| 574   | Курган Рясинка 1 ранний железный век                                                                       | археология                           | 2,4 км к северу от села Рясинка северная широта 53°28′275″ восточная долгота 67°13′445″              |
| 575   | Поселение Сергеевка ранняя бронза                                                                          | археология                           | 0,35 км севернее Сергеевского гидроузла северная широта 53°52′568″ восточная долгота 67°26′123″      |
| 576   | Могильник Сергеевка 1 эпоха бронзы и ранний железный век                                                   | археология                           | 3 км от города Сергеевка северная широта 53°54′248″ восточная долгота 67°27′708″                     |
| 577   | Могильник Сергеевка 2 эпоха бронзы                                                                         | археология                           | 4,2 км севернее села Каратал северная широта 53°54′368″ восточная долгота 67°28′494″                 |
| 578   | Могильник Сергеевка 3 эпоха бронзы                                                                         | археология                           | 3,6 км севернее села Каратал северная широта 53°54′099″ восточная долгота 67°28′138″                 |
| 579   | Курган Сергеевка 4 ранний железный век                                                                     | археология                           | 1,1 км западнее села Каратал северная широта 53°52′125″ восточная долгота 67°27′041″                 |
| 580   | Курган Сергеевка 5 (Могильник Байкара) ранний железный век                                                 | археология                           | 4 км к северу от города Сергеевка северная широта 53°55′242″ восточная долгота 67°25′634″            |
| 581   | Курган Сергеевка 6 (Могильник Байкара) ранний железный век                                                 | археология                           | 3 км севернее города Сергеевка северная широта 53°54′871″ восточная долгота 67°26′184″               |
| 582   | Курган Социал 1 ранний железный век                                                                        | археология                           | 0,7 км юго-восточнее села Социал северная широта 53°40′782″ восточная долгота 67°18′975″             |
| 583   | Могильник Социал 2 ранний железный век                                                                     | археология                           | 0,5 км юго-восточнее села Социал северная широта 53°40′927″ восточная долгота 67°18′871″             |
| 584   | Курган Ступинка 1 ранний железный век                                                                      | археология                           | 5 км северо-западнее от села Жанаталап северная широта 53°58′478″ восточная долгота 67°27′728″       |
| 585   | Курган Сухой ранний железный век                                                                           | археология                           | 5 км северо-восточнее села Октябрьское северная широта 53°35′246″ восточная долгота 67°07′237″       |
| 586   | Могильник Улубай эпоха бронзы, ранний железный век                                                         | археология                           | 5 км к западу от села Двойники северная широта 53°36′432″ восточная долгота 67°13′764″               |
| 587   | Курган Чудаскай ранний железный век                                                                        | археология                           | 1,5 км юго-западнее села Октябрьское северная широта 53°31′724″ восточная долгота 67°03′067″         |
| 588   | Могильник Шолок ранний железный век, средневековье                                                         | археология                           | 3 км северо-восточнее села Ленино северная широта 53°57′104″ восточная долгота 67°38′101″            |

## Тимирязевский район
| № п/п | Наименование памятника            | Вид памятника | Местонахождение памятника                                                           |
| 589   | Курган Кайран ранний железный век | археология    | 8 км южнее села Жаркен северная широта 53° 55 '440'' восточная долгота 67°00 '231'' |